# Moss Järnverk

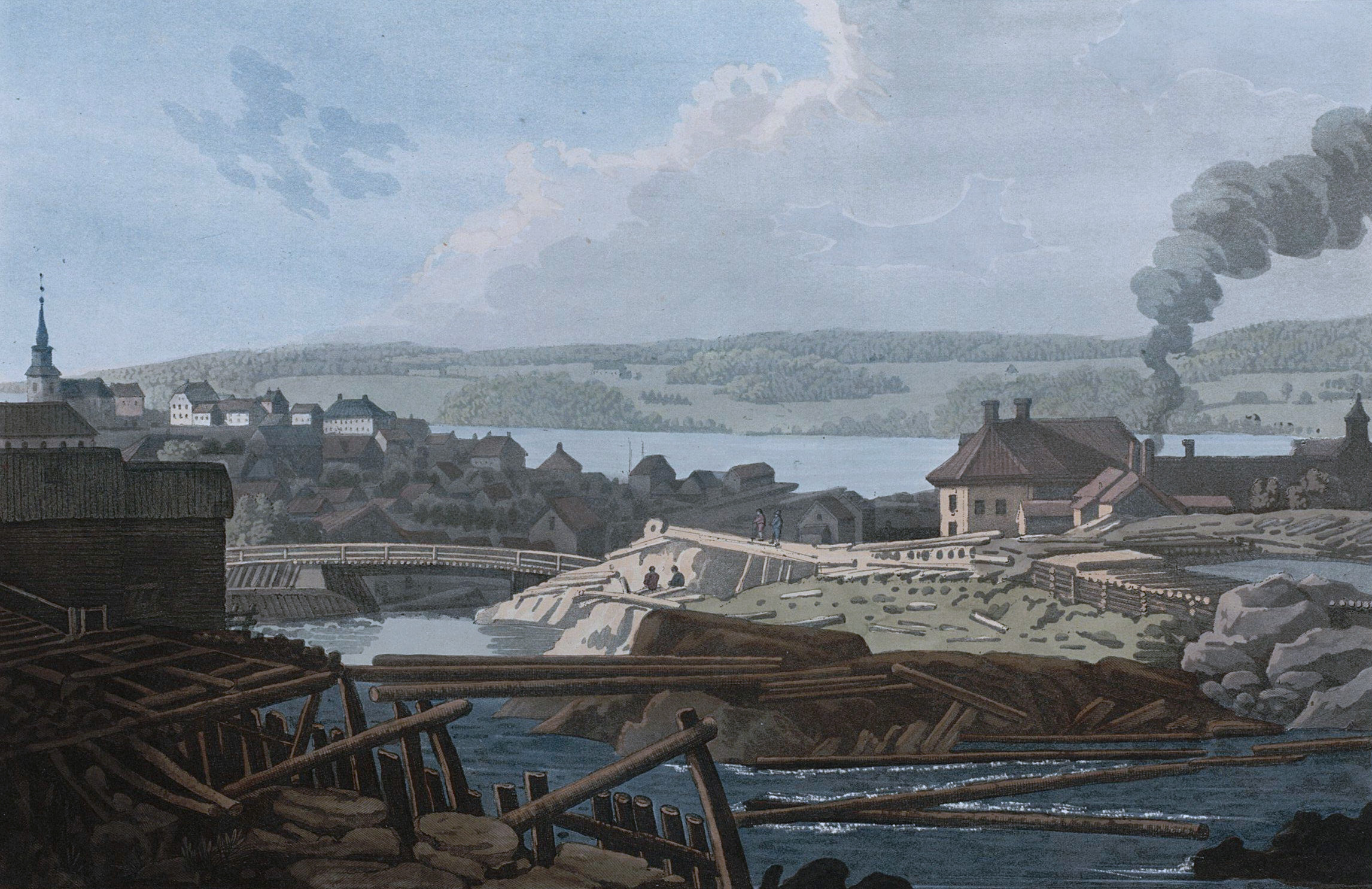
Mossefossen och Moss Järnverk sommaren 1800, akvatint av J.W. Edy. En av de viktigaste grunderna till att järnverket byggdes vid Moss var forskraften.

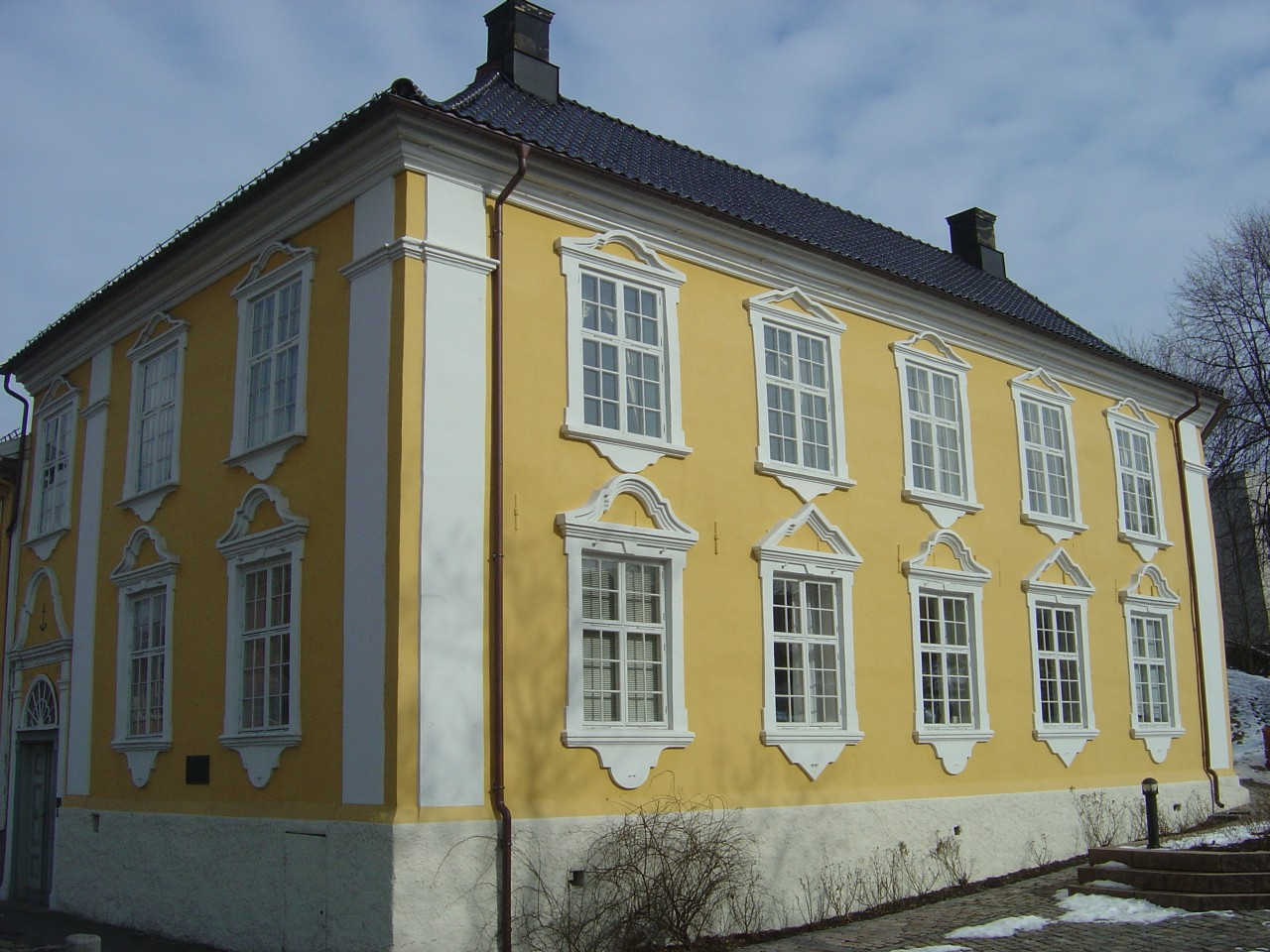
Moss Järnverks administrationsbyggnad, känd som "Konventionsgården".

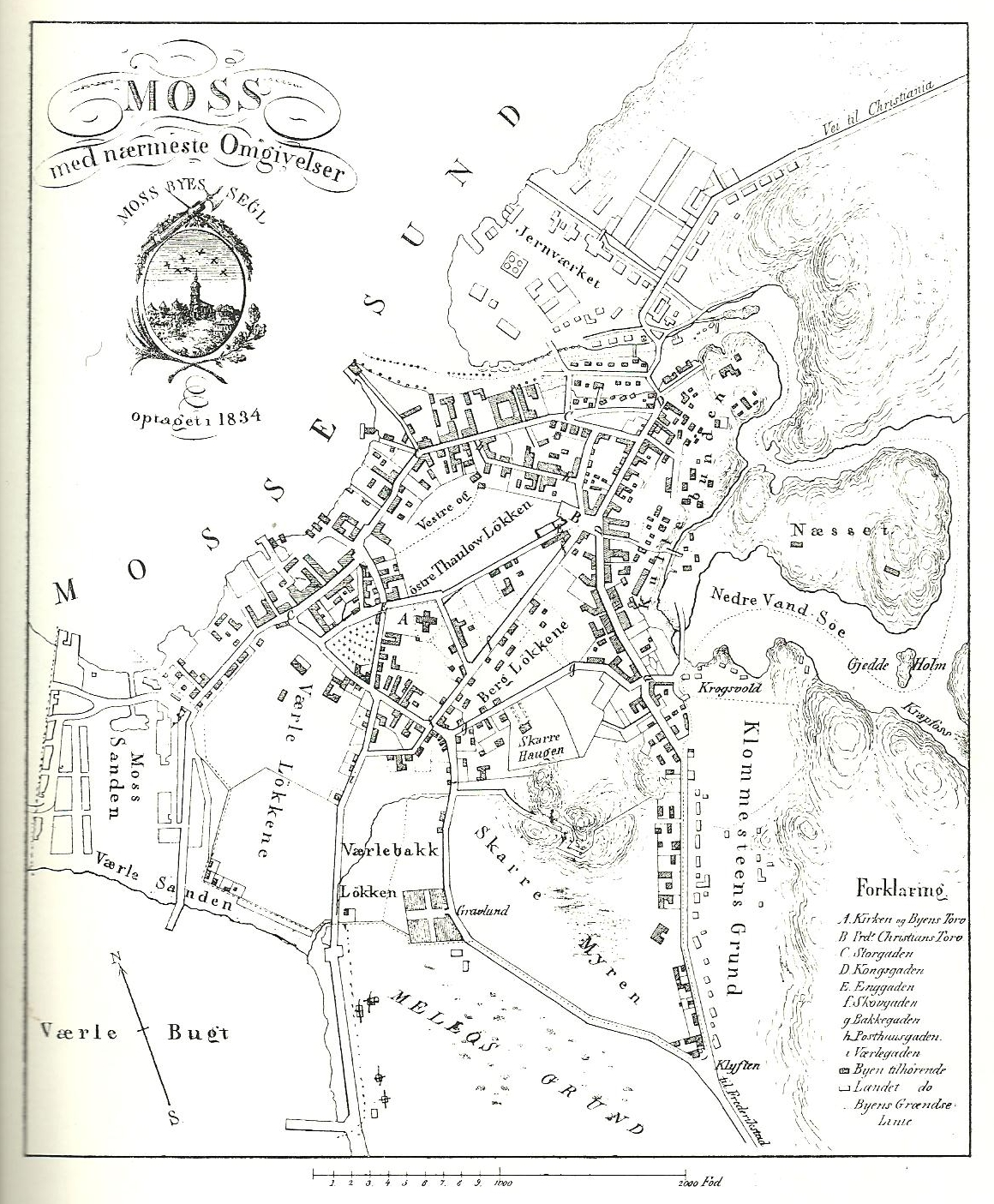
Karta över Moss från 1834, Moss Järnverk syns klart norr om Mosseelven.

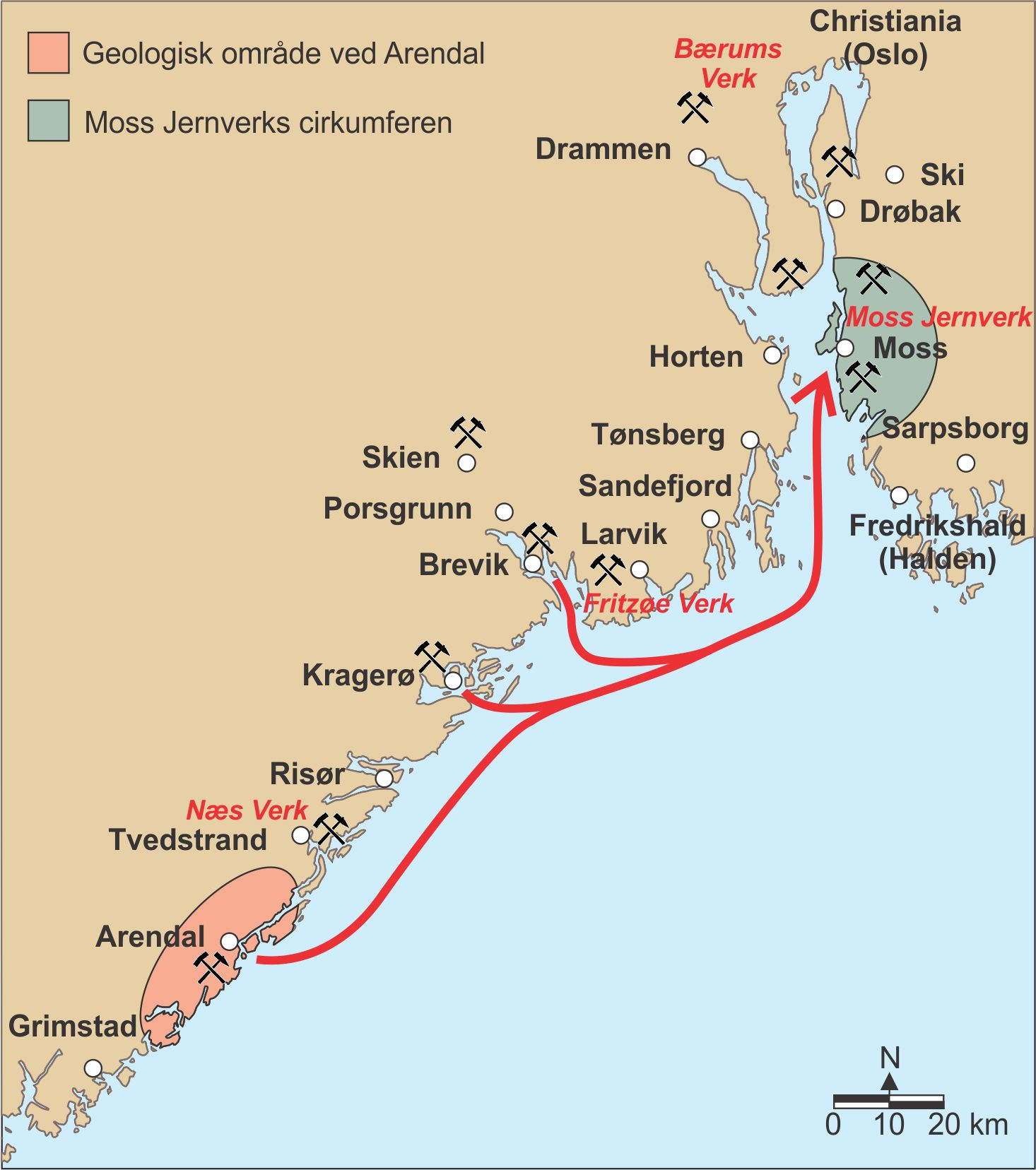
Kartskiss över Moss Järnverks cirkumferens (mörk halvcirkel rund Moss), Arendalsfältet (ljusrött område runt Arendal), gruvor (märket med gruvsymbol), sjötransport med malm från gruvor till Moss Järnverk (röda pilar) och viktigaste konkurrenter i Norge.

Moss Järnverk var ett järnverk i Moss i Norge, grundat 1704. Verket var i många år stadens största industri, och med kraft från Mossefossen blev malm, huvudsakligen från Arendalsfältet i nuvarande Arendals kommun, nersmält och bearbetad till en mängd olika produkter. Från mitten av 1700-talet var verket Norges ledande försvarsindustri och göt hundratals tunga kanoner i järn. Norges första valsverk för järn anlades också där.
Moss Järnverk hade flera framträdande ägare, bland andra Bernt Anker och Herman Wedel-Jarlsberg, och särskilt under den förstnämndes ägande var verket något av en attraktion för besökande. Moss Järnverks administrationsbyggnad, den så kallade Konventionsgården, är känd för att den användes under förhandlingarna av Konventionen i Moss år 1814.
Vid mitten av 1800-talet fick verket ökad konkurrens från svenska och engelska järnverk. I kombination med stigande priser på träkol försvann lönsamheten varvid järnverksdelen lades ner år 1873. Moss Järnverk såldes för 115 000 spesiedaler (en gammal norsk myntenhet) år 1875, och området verket låg på togs över av vad som sedan blev emballagefabriken M. Peterson & Søn (senare Peterson), som drev verksamhet där till dess företaget försattes i konkurs 2012. Idag ägs marken av rederiet Leif Höegh & Co.

## Bakgrund och etablering

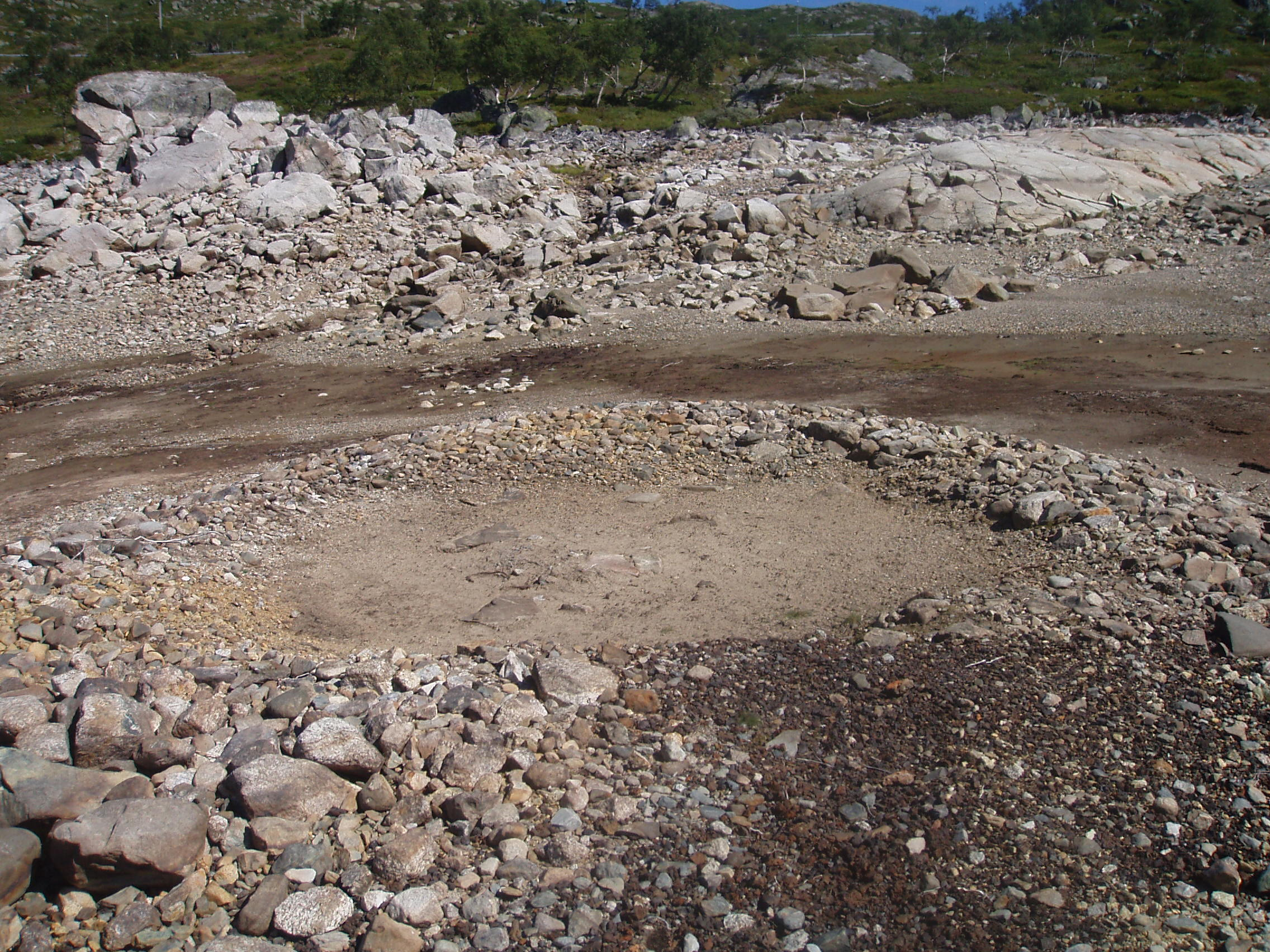
Plats i Telemark där det förekom järnutvinning.

I vad som idag är Norge har järn utvunnits och bearbetats i över tiotusen år. Den första järnproduktionen använde limonit som förädlades, med en metod kallad järnutvinning, till råjärn för ytterligare bearbetning. Sådan tillverkning av järn var emellertid lokal och skedde i liten skala. Mycket arbete krävdes för att utvinna små kvantiteter av järn.
På 1500-talet växte intresset för utvinning av malm i Europa, och grunden för modern bergsvetenskap lades av tysken Georgius Agricola. I den norska delen av Danmark-Norge hittades bland annat förekomst av järnmalm. I södra Norge var järnfynden rikast i Arendalsfältet vid Arendal, men på grund av behovet av trä till produktionen av träkol för masugnarna och vattenkraften för att driva masugnarnas blåsbälgar, anlades ofta järnverk på andra platser än vid malmgruvorna. Vid Moss var det god tillgång på kraft från Mossefossen, det fanns mycket skog och läget vid fjorden gjorde inskeppning av råvaror och utskeppning av färdiga produkter enkel.
År 1704 började den danske ämbets- och förrättningsmannen Ernst Ulrich Dose arbetet med att etablera ett järnverk vid Moss, och samma år besökte den dansk-norske kungen Frederik IV Moss två gånger, något som påverkade etableringen positivt. Utöver att köpa upp tomter och få tilldelat sig fallrätt och tillgång till järnmalm, fick det planerade verket en så kallad cirkumferens, ett område med en radie på cirka 2,5 mil där bönderna var tvungna att producera och leverera träkol och andra råvaror till verket. I november 1704 blev Moss med omnejd besiktigat av anställda från oberbergamtet i Kongsberg, och de utsåg Moss Järnverks privilegiebrev den 6 december samma år. Brevet innehöll totalt 24 punkter om Moss Järnverks privilegier för skog, vatten, areal för själva verket, tillgång till körväg, malm, tullfrihet och flera andra punkter.
Särskilt intressant för samtiden är att funktionärer och arbetare var fritagna från skatter och militärtjänst, de skulle dömas av bergretten (en egen rätt för bergverk och bergverksanställde i Kongsberg), och vid behov av fackmän kunde de hämtas från utlandet, utan hänsyn till vilken nation de tillhörde. Med sina omfattande kungliga privilegier var alltså Moss Järnverk vid upprättelsen en stat i staten.
Den driftige Ernst Ulrich Dose fick aldrig uppleva vanlig verksamhet vid Moss Järnverk, han dog redan år 1706.

## Start och krigsår

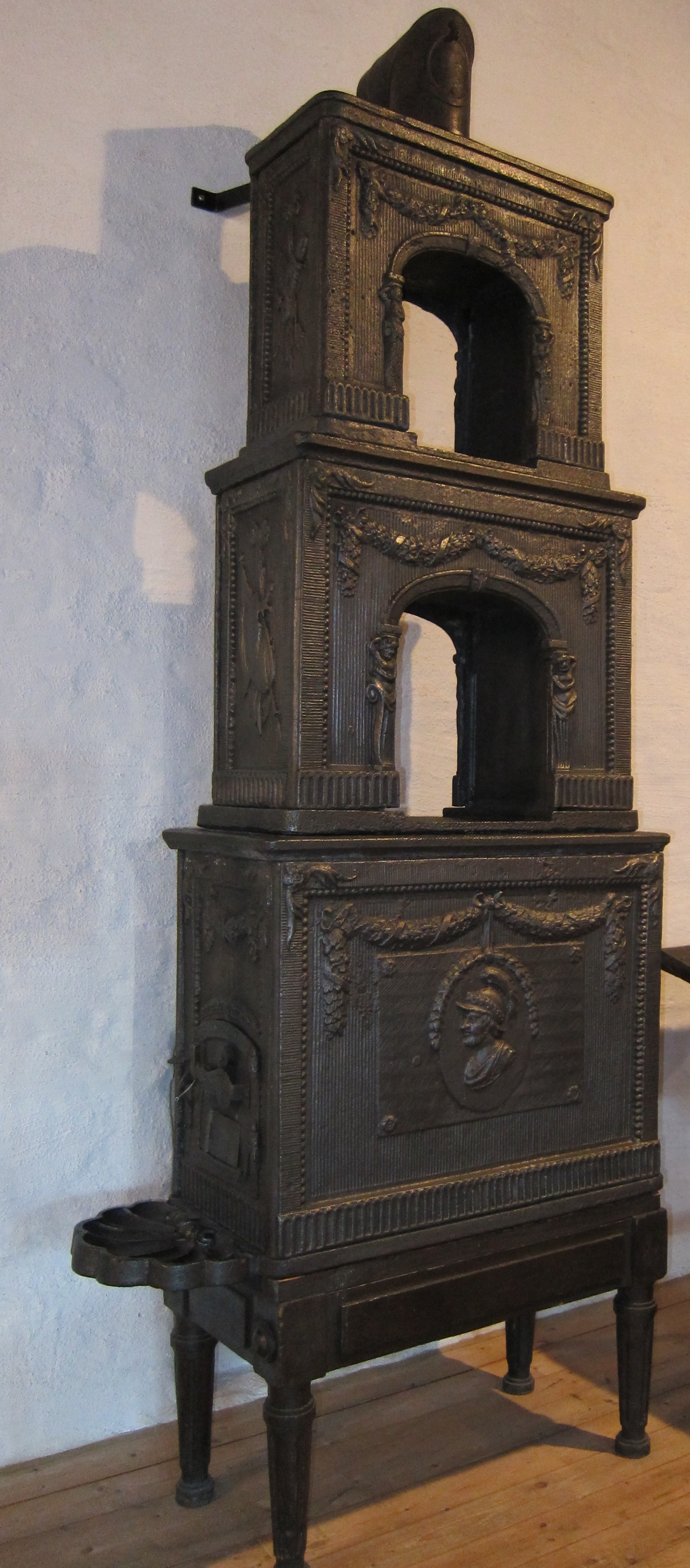
Etageugn i järn tillverkad vid Moss Järnverk 1769, troligtvis formgiven av Henrik Beck, utställd på Moss stads- och industrimuseum.

Efter Doses död lades järnverket ut på auktion och i maj 1708 såldes det till Jacob von Hübsch (3/4) och Henrich Ichsen (1/4). Tidpunkten för övertagandet av verket var gynnsam; kriget hotade och Moss Järnverk låg nära de tre stora fästningarna i Østlandet: Akershus, Fredrikstad och Fredriksten. Hübsch berättade själv år 1713 att han köpte det ofärdiga verket för att utrusta kungens styrkor med kanoner, ammunition och gevär. Kriget bröt ut år 1709, och 1711 levererade Moss Järnverk granater (kanonkulor i järn i olika storlekar) till ett fälttåg in i Sverige. Fälttåget blev kortvarigt, utan bruk av ammunition, och Hübsch hade stora problem med att få en uppgörelse för leveransen.
Ett av privilegierna som Moss Järnverk fick vid etableringen var tiondefrihet i tre år efter att masugnen var i kontinuerlig drift. Verket blev av generalkrigskommissarie H. C. von Platen stämt av bergretten i Kongsberg 1712 för att driva in tionde, men på grund av kolbristen var masugnen i drift endast periodvis. Bönderna blev ålagda att leverera 4733 läster (1 läst är cirka 2 m³) träkol årligen, men år 1714 hade verket hela 24 600 läster kol till godo hos bönderna. Böndernas pliktleverering av träkol var otvivelaktigt en extraskatt, och bönderna försökte undvika att leverera. Verket blev på grund av problem vid starten beviljat tiondefrihet för åren fram till och med 1715.
År 1716 blev Norge invaderat av svenskarna och den 17 mars blev Moss och järnverket erövrat av svenska trupper. Redan den 26 mars vid det första slaget om Moss kördes ockupanterna bort av norska trupper, men dagen efter erövrades verket igen och ockuperades i fem veckor. Under denna tid plundrades verket av de svenska trupperna. Krigsåren var svåra för verket. Förutom plundring var bönderna upptagna med transporter för trupperna och hade liten kapacitet till produktion och transport av träkol. Under tiden som de andra norska järnverken tjänade mycket pengar på kriget, gick det dåligt för Moss Järnverk och dess huvudägare Hübsch. På grund av alla problem ansökte Hübsch hos kungen för fler tiondefria år och fick det till och med år 1722, år 1723 var verket tvunget att betala 300 riksdaler och från år 1724 samma summa som de andra järnverken, alltså 400 riksdaler.

## Tunga efterkrigsår och ägarbyte
I oktober 1724 dog Jacob von Hübsch och hans änka, Elisabeth Hübsch (född Holst), tog över verket. Detta blev en tung börda för en ensam kvinna med sju barn. För att kunna följa upp verksamheten flyttade hon och barnen från Köpenhamn till Moss. Konkurrensen från billigt, svenskt järn var ödeläggande och många norska järnverk upphörde med verksamheten. Fru Hübsch var tvungen att ta stora lån för att driva verket och borgenärerna blev så småningom påstridiga. Trots att det från år 1730 infördes ett monopol för norska järnverk att leverera järn till Danmark var verkets ekonomi fortsatt ansträngd.
Verkets minoritetsägare, etatsråd Ochsen, måste ständigt täcka oundvikliga utgifter, och år 1738 var hans tålamod slut. Ochsen skickade sin personlige fullmäktige Jens Bondorph från Köpenhamn för att verkställa en så kallad kvarstadsförrättning (beslagstagning) för att få kontroll över företaget. Elisabeth Hübsch försökte avslå och förhala det hela och i rättsarkiven är verkets verksamhet och skuldsituation ganska grundligt dokumenterat. Den 21 januari 1739 bestämde oberbergamtet i Kongsberg att Jens Bondorph skulle, å Ochsens vägnar, driva den del av verket som tillhörde fru Hübsch, tills tvisten mellan de två var avgjord. Efter ytterligare några års rättslig strid lades Moss Järnverk ut på auktion och Henrich Ochsen övertog hela verksamheten.

## Råmaterialen, verket och produkterna

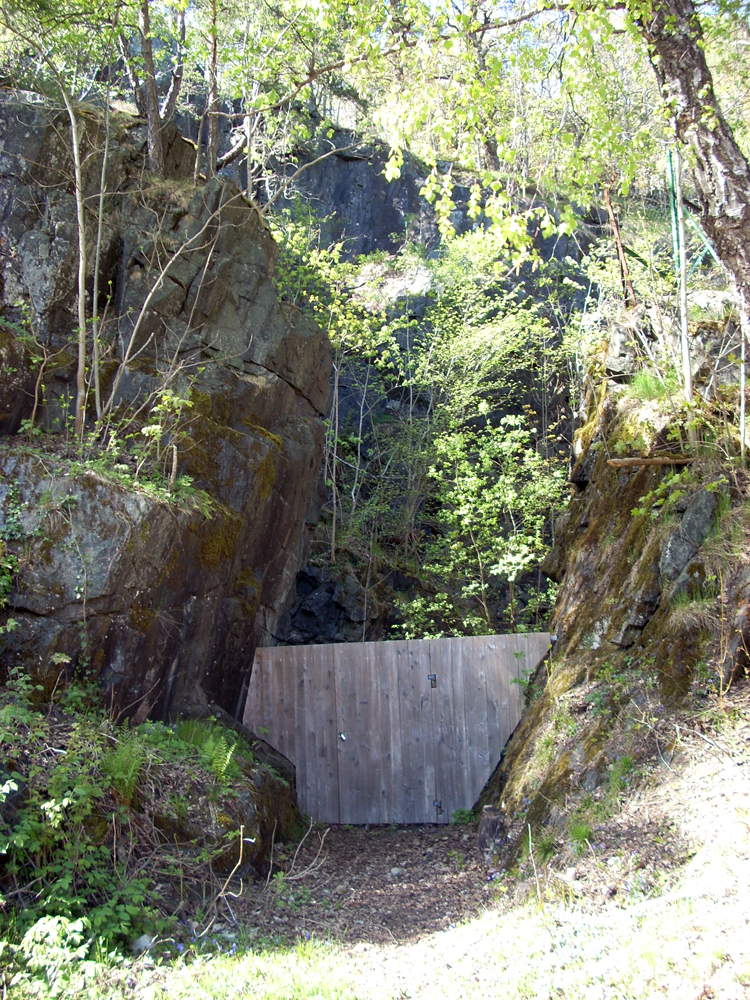
Från Torbjørnsbu gruvor, nerlagd järngruva vid Langsævannet i Arendal, motsvarande gruvor i området levererade järnmalm till Moss Järnverk.

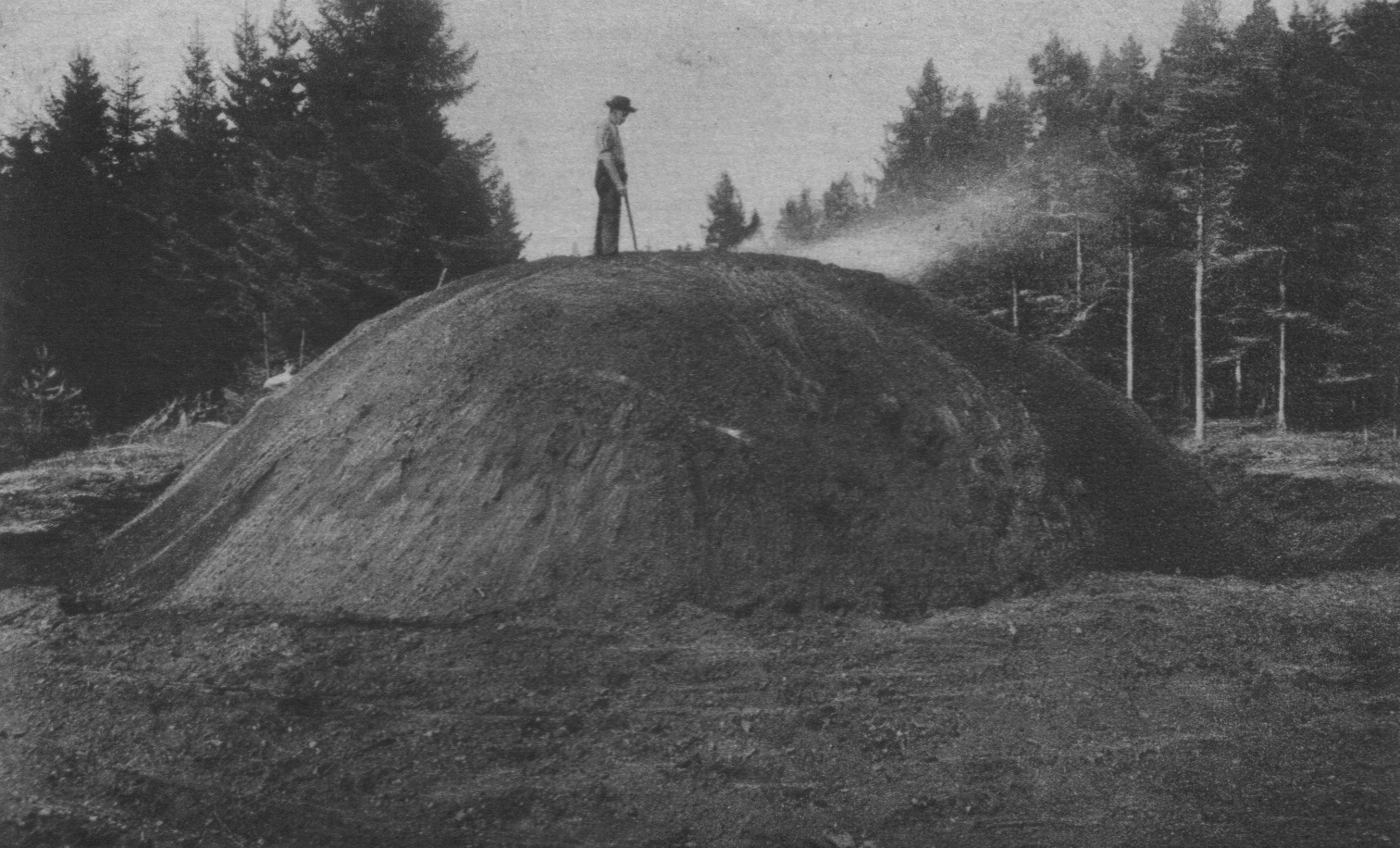
En kolmila för produktion av träkol.

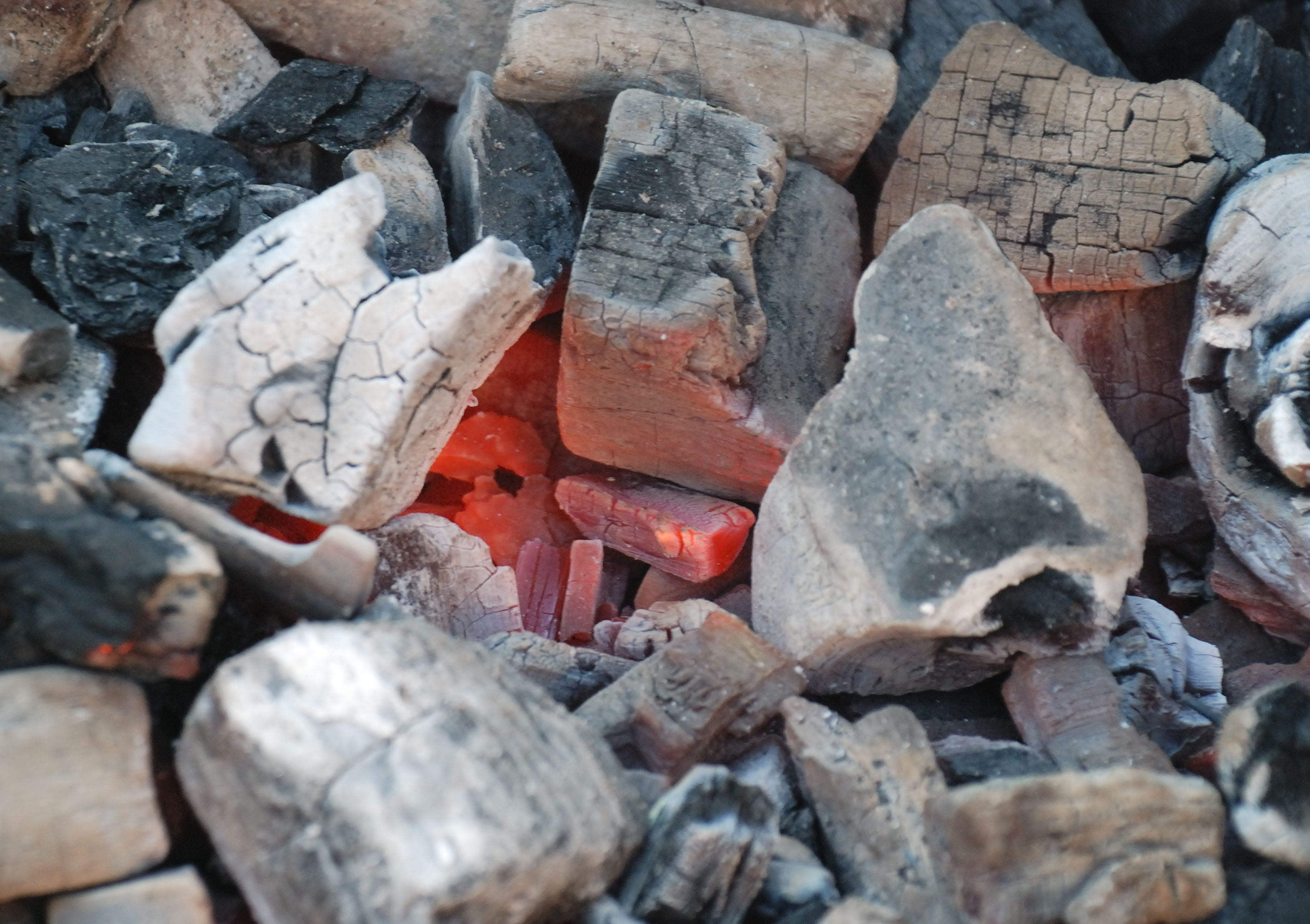
Brinnande träkol.

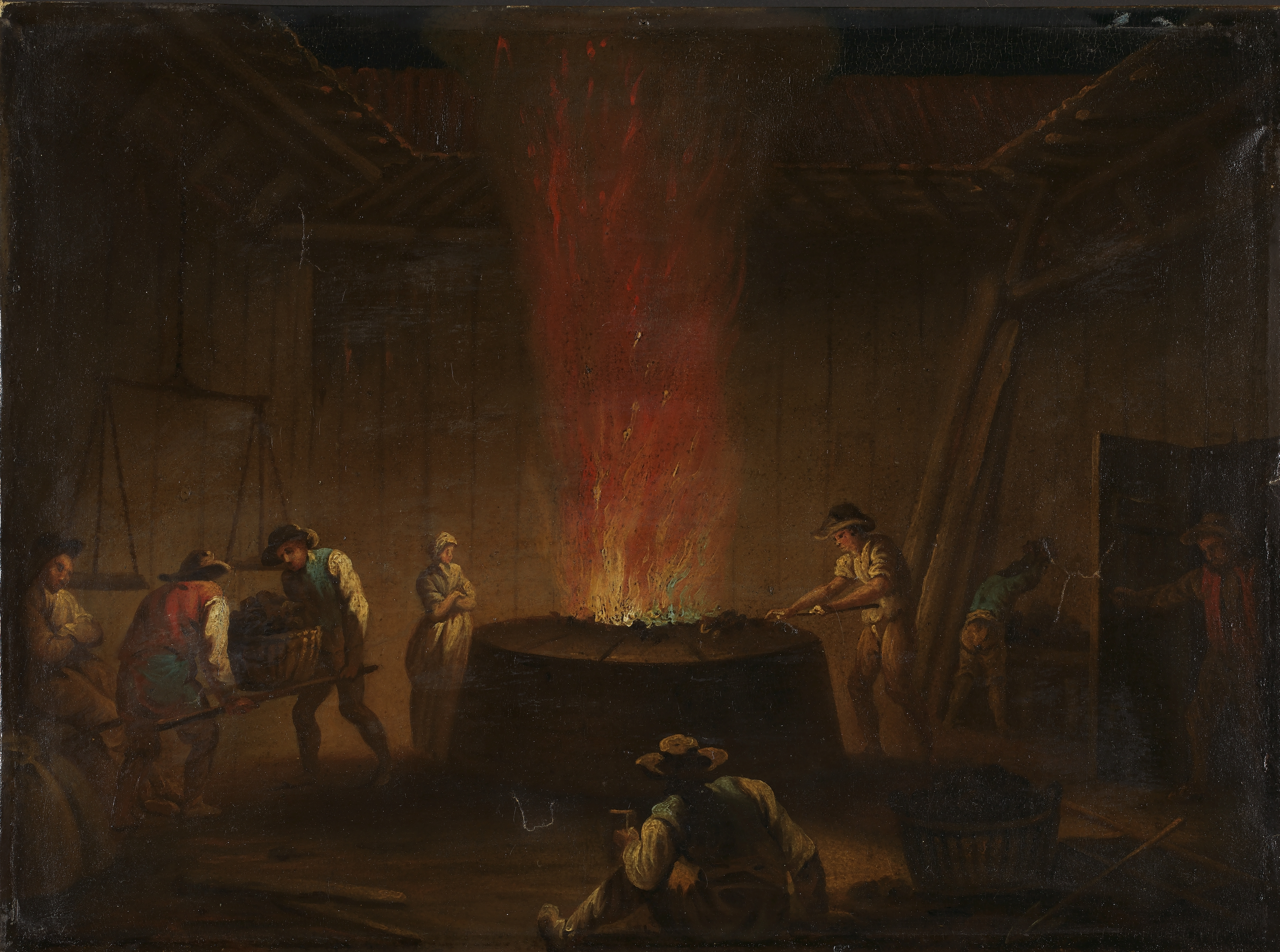
Masugn i drift, måleri av ugn från Bærums verk av Christian August Lorentzen (1749-1828).

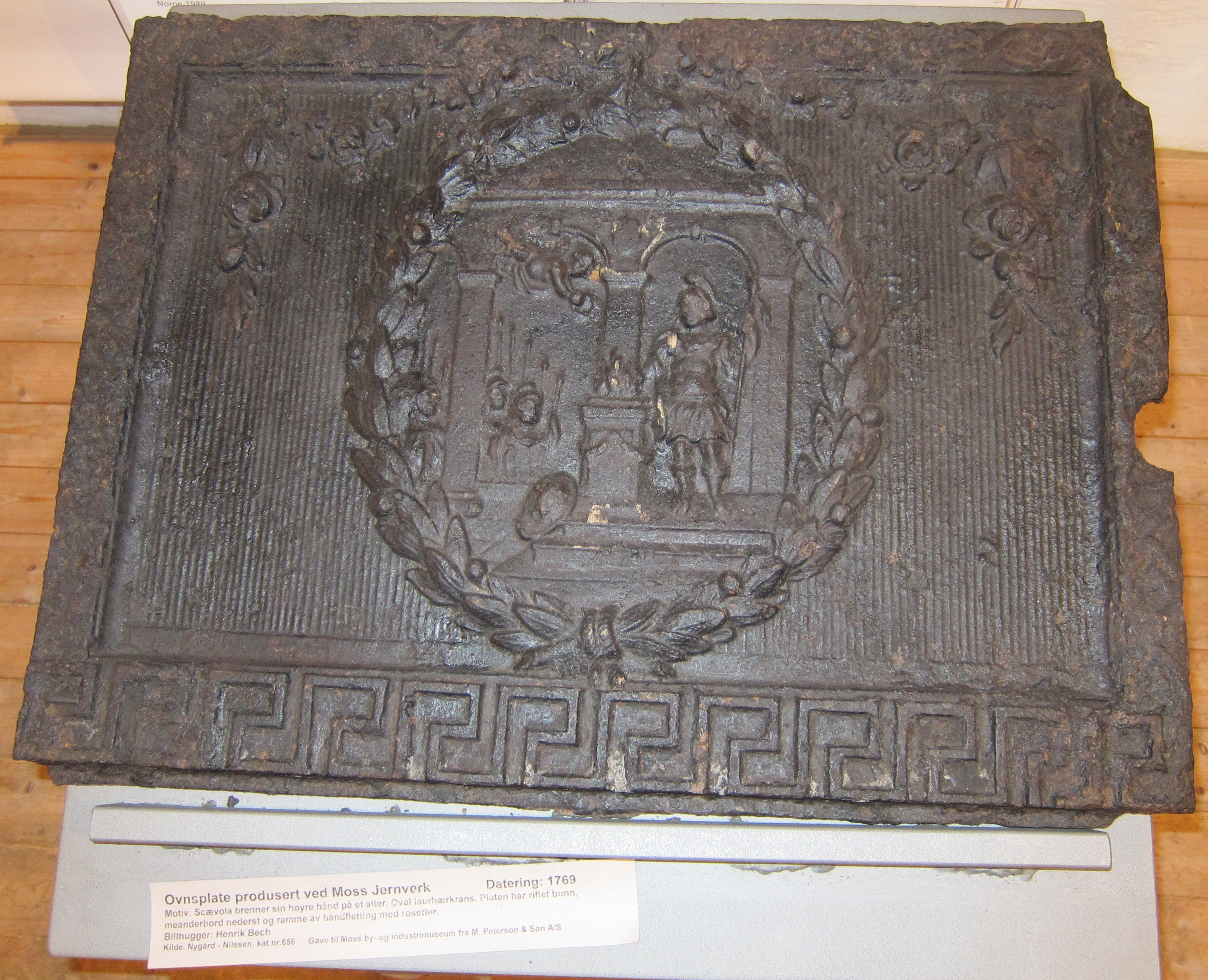
Del av järnugn tillverkad vid Moss Järnverk, från 1769, av Henrik Bech. Motiv: Scævola bränner sin högre hand på ett altar, oval lagerkrans, tallriken har spårförsedd botten, meander nederst och ram av bandflätning med rosetter. Moss Stads- och Industrimuseum.

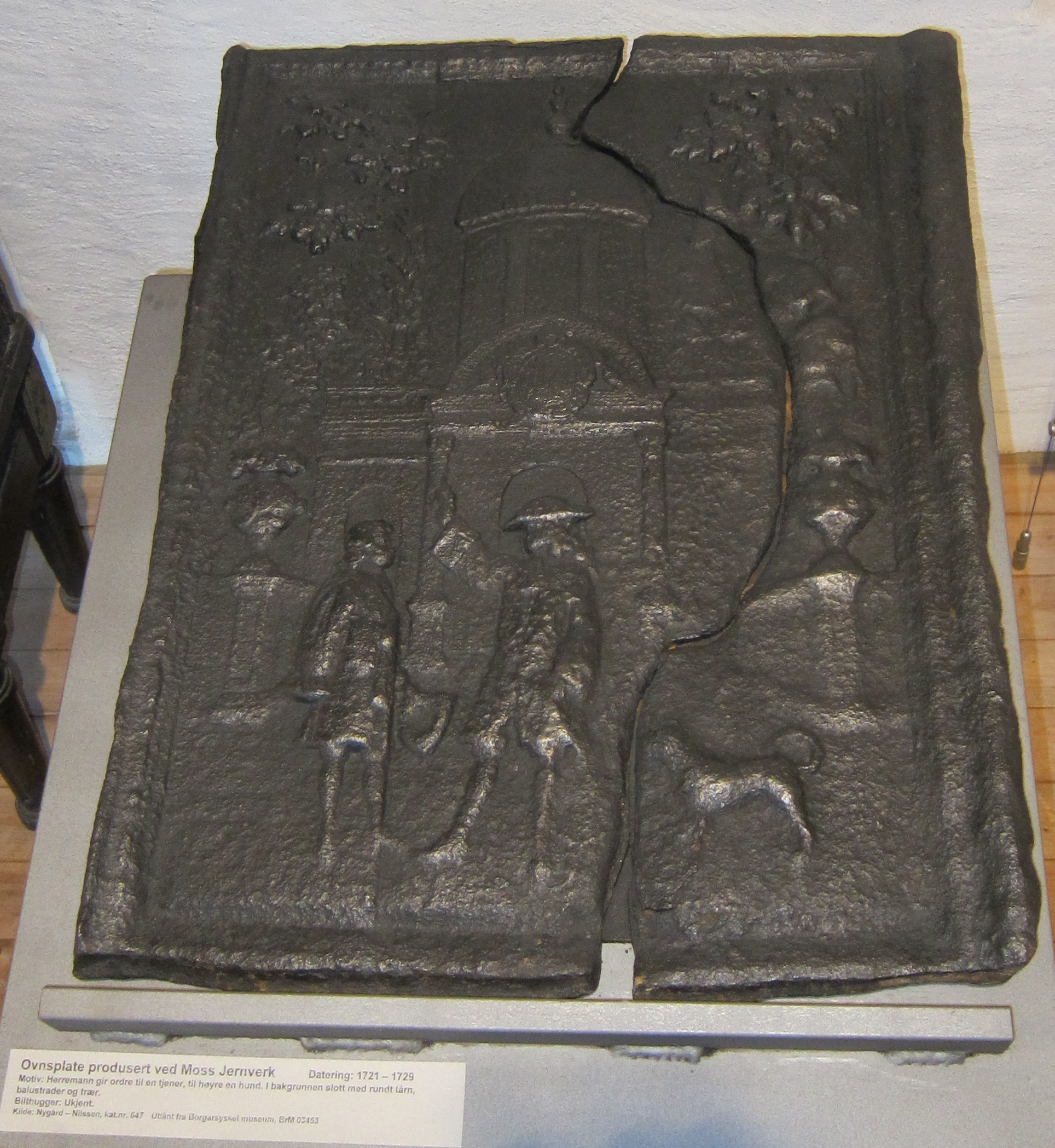
Del av järnugn producerad vid Moss Järnverk, daterat runt 1721-1729, okänd formgivare. Motiv: Adelsman ger order till en tjänare, till höger en hund. I bakgrunden slott med runt torn, balustrader och träd. Utställt på Moss Stads- och Industrimuseum.

Ett järnverk på 1700-talet representerade en kapitalintensiv tung industri av stor vikt för landet och det fanns en rad utmaningar för att få en tillfredsställande drift. Vid kvarstadsförrättningen år 1738 nedtecknades Moss Järnverks rörelsetillgångar, något som med förvaltaren Knud Wendelboes rapport till eftervärlden ger en bra bild av verksamheten. I styckena under beskrivs de olika sidorna av verksamheten på verket, från upprättandet år 1704 till nedläggningen 1874.

### Malm
De gruvor som enligt verkets privilegier var förpliktade att leverera malm kunde inte leverera tillräckliga mängder, så verkets direktör Peter Windt blev år 1706 försäkrad att Løvold gruva i Arendal årligen skulle leverera 1000 tunnor malm. Kvalitén på den levererade malmen var så varierande att det gick till rätten, detta slutade med att två bergskunniga skulle kontrollera att malmen var fritt från gråberg. Gruvorna i Arendal var de viktigaste för de norska järnverken då de levererade ungefär två tredjedelar av all järnmalm. Trots att de viktigaste gruvorna låg långt ifrån Moss Järnverk blev transporten ändå billig eftersom den skedde sjövägen.
I sin rapport om verkets tillstånd från år 1723 påpekar förvaltaren Knud Wendelboes att man måste spara malm i 2-3 år för att få tillräckligt till en blåsning. År 1736 var, förutom några mindre lokala gruvor i Moss, också de större gruvorna Østre Buøy, Vestre Buøy, Langsæ och Bråstad i Agder tillhörande Arendalsfältet underordnade Moss Järnverk. Verkets ledning var dock inte uppmärksam nog med att följa upp att gruvorna levererade malm av tillräckligt god kvalité.
År 1749 nämns också Weding gruva i Arnedal. Malm därifrån utmärkte sig för sin allsidighet och kännetecknades som verkets bästa. Vid sidan om gruvorna i Arendal var Skien ett centrum för verkets gruvverksamhet, och en rad olika gruvor drevs där. Verket hade ombud i Skien och Arnedal som följde upp gruvorna, betalade gruvarbetarna och såg till så att de så kallade mutingsbrevene (drifttillstånden) inte löpte ut. I de många år som Lars Semb var föreståndare på verket reste han nästan varje år till malmfälten och bodde hos de ombud som var verkets lokala representanter.

### Träkol
Verket var helt beroende av träkol som bönderna runt verket producerade i kolmilor. I slutet av vintern 1719-1720 hade eftersläpningen i böndernas leverering av träkol nått totalt 28 000 läster, alltså en restskuld på 33 726 läster. De saknade leveranserna skylldes dels på att skogen var nerhuggen, dels på kriget men också på att bönderna var motvilliga att efterleva levereringsplikten.
Bristen på träkol fortsatte under Ancher & Wærn, trots att de betalade bättre än andra verk och gav bonusar till dem som levererade mer än begärt parti. Den största orsaken till dåliga leveranser var att kolbrytning nästan alltid var mindre lönsamt än annan användning av skogen. Under Bernt Anker försökte verket att få myndigheternas tillåtelse till repartering (ett bestämt parti per gård). Det fick han inte igenom och det var tydligt att myndigheterna inte önskade att gå för hårt åt bönderna för att få dem till att efterleva levereringsplikten. För hela perioden 1750-1808 tog verket i genomsnitt emot 6 000 läster träkol medan behovet i full drift var över det dubbla. Det mesta av träkolet blev bränt och levererat av bönderna på vintern och då transporterna var endast en läst blev det många turer för att få allt levererat.

### Vatten
Wendelboe påpekade i sin rapport från år 1723 att det var brist på vatten. Detta skylldes dels på att forsen var utan damm som kunde samla upp svämvattnet, och dels på de andra användarna av forsen (kvarnar och sågverk) använde den mer än de skulle. Avstannade vattentillförseln till masugnsbälgarna skulle ugnen snart slockna, vilket skulle medföra stora förluster.
Med de stora arbetena år 1750 fick verket en stor vattenränna som gick över kungsvägen, den föregående hade gått under vägen. Vattenrännan var 8-9 fot bred, 6 fot djup och fallhöjden var 48 fot.  Vattenbristen blev ett mindre problem än det hade varit verkets första år, men under en ovanlig torka 1795 började man att spränga i Krapfors och bygga dammar ovanför, något föreståndare Lars Semb menade borde ha gjorts för länge sen. På själva järnverket (inte innefattande kvarnar och sågverk) var det runt år 1810 totalt 24 vattenhjul, en del av dem var väldigt stora.

### Verket
Själva järnverket bestod av en rad byggnader norr om älven i Moss. Huset med masugnarna var den centrala byggnaden. Här stod det två 31 fot (ungefär 9,5 meter) höga ugnar under samma tak men endast den östra var i bruk. Förutom själva masugnen fanns olika tyngre utrustningar, till exempel en vinsch för hantering av tunga gjutstycken. Öster om masugnen låg formhuset där det flytande järnet göts. Vid masugnshuset låg ett stenhammarhus med en vattendriven hammare för att krossa malmen. Det var två kolhus till masugnen, den västra mätte 56 x 25 alnar (ungefär 550 m2) medan det östra mätte 45 x 20 alnar (ungefär 350 m2).
Brandrisken var stor så det fanns också en brandstation med en dubbel brandspruta (två slangar) på området. Öster om formhuset fanns en smedja där finare smidesarbeten utfördes. Vid sjön anlades en brygga med en stor åttakantig knuttimrad sjöbod med två överloft. Verkets ägare bodde i en stor huvudbyggnad med nio rum och två våningar. I ett annat tvåvåningshus var det skrivkammare, alltså kontor. Vid sidan om fanns andra byggnader, som uthus för hästar, lada, höloft och tio hus åt arbetarna. Viktigt för verket var också brosågen, där det var tillåtet att såga nödvändigt timmer för nybyggen, reparationer och så vidare. Verket kunde såga 12 900 bord på brosågen, vidareförsäljning var dock strängt förbjudet och medförde avstängning.
Förutom de olika utbyggnader och förnyelser genom de 170 år verket var i bruk, var delar av verket tvunget att återuppbyggas efter bränder. På 1760-talet brann till exempel det dyrbara hammarverket och den nedre hammaren stod nyrest år 1766.
På flera områden var Moss Järnverk tekniskt framstående, det var det första verket i Norge med höga masugnar, kanongjutning, spikfabrik och valsverk, det sista restes år 1755 efter en engelsk förebild och till den betydliga kostnaden av runt 12 00 riksdaler.

## Produkterna
Vid etableringen av Moss Järnverk var ammunitionsproduktion planerad. Enligt Wendelboe gick det mesta av järnet fram till år 1723 till granater och kulor, endast en mindre del av det gråa tackjärnet gick vidare till bearbetning med hammare. I en översikt från Landetatens Generalkommissariat (landsförsvaret) den 2 maj 1720 gavs följande översikt: 
| Levereringstidpunkt | Mängd | Ammunitionstyp              |
| ------------------- | ----- | --------------------------- |
| 18 juni 1714        | 2 000 | 24-punds ovala järngranater |
| 22 mars 1715        | 3 000 | 24-punds kulor              |
|                     | 5 330 | 10-punds handmörsgranater   |
| 31 januari 1716     | 800   | 200-punds granater          |
|                     | 9 000 | 100-punds granater          |

Priset för den grovkalibrerade ammunitionen angavs vara 11,5 riksdaler för skeppundet, medan det för smågranater var 14,5 riksdaler, alltså ganska stora summor totalt. Enligt kontrakten från år 1716 levererade verket fram till år 1720 totalt runt 2 500 skeppund till ett värde av nästan 30 000 riksdaler. År 1713 producerades också 1000 gevärspipor.
Vid sidan om den militära produktionen fanns det en mindre och varierande civil produktion. Moss Järnverk producerade städ, hjulstokkringer (ringar i järn till hjulen på hästkärror), smidde sågblad, göt grytor, munkpannor, våffeljärn och bryggpannor. Verket levererade också specialbeställningar, som en hel sockerugn till ett större sockerraffinaderi i Fredrikshald på 1750-talet. På 1800-talet gjorde de också strykjärn. Under Bernt Ankers tid, var tunnbandsjärn en av huvudprodukterna, som också exporterades.
Verkets produktion av järnugnar (ofta felaktigt kallade kakelugnar) är särskilt intressant, både på grund av att flera är bevarade och för deras konstnärliga dekorationer. Flera av ugnarna blev av konsthistorikern och riksantikvarien Arne Nygård-Nilssen uppskattade att vara formgivna av Torsten Hoff, en erkänd ugnskonstnär, som tog burskap som bildhuggare i Christiania 1711 och verkade där fram till hans död 1754.
Ancher & Wærn investerade också i upprustning av ugnsproduktionen, och genom en av sina förbindelser i Köpenhamn fick de Henrik Lorentzen Bech (1718–1776) att komma till Moss där han arbetade med ugnsutformningar från sankt Hans (midsommar) 1750 till året efter, och därefter nästan hela år 1769. Från Bechs sista tid vid verket är tre främsta utformningar kända; ”Medaljongen”, ”Herkules” och ”Altertavlen”, Moss Järnverk producerade dessa mycket populära former åren som kom.
| Kaliber           | Köpenhamn    | Rendsborg  | Glückstad   | Christiania | Fredrikstad | Fredrikssten | Christiansand |
| ----------------- | ------------ | ---------- | ----------- | ----------- | ----------- | ------------ | ------------- |
| 18 / 12 / 6-punds | 42 / 171 / 5 | 9 / 59 / 0 | 11 / 29 / 0 | 0 / 34 / 0  | 10 / 37 / 0 | 8 / 20 / 0   | 0 / 5 / 0     |

Förutom kanonleveranserna i tabellen ovanför producerades 29 stycken 12-pundskanoner som sjönk vid en transport år 1759. Kvalitén på kanonerna hade från Bernt Ankers tid varit bra, enligt Lars Semb hade ingen spruckit på 30 år. Under Ancher & Wærn blev kanonerna märkta ”AW”, medan senare användes ”MW”. En vanlig inskription på kanonerna var Liberalitate optimi (med största generositet), som visade på privilegiet och det stora lånet från statskassan.
Moss Järnverk levererade kanoner upp till 36 pund, men också 1/8 punds kanoner producerades, som kunde anses som en leksak. År 1789 började man misstänkta att 18- och 12-pundskanonerna inte var pålitliga och provskjutning i flera städer bekräftade misstanken. Detta bidrog till att man gick över till svenska kanoner, och kanonerna från Moss fasades ut. Så sent som vid Slesvig-holsteinska kriget 1848–1850 blev emellertid bastionerna vid Fredericia i Danmark beskjutna av 12-pundskanoner från Moss Järnverk.

## Samhället på verket

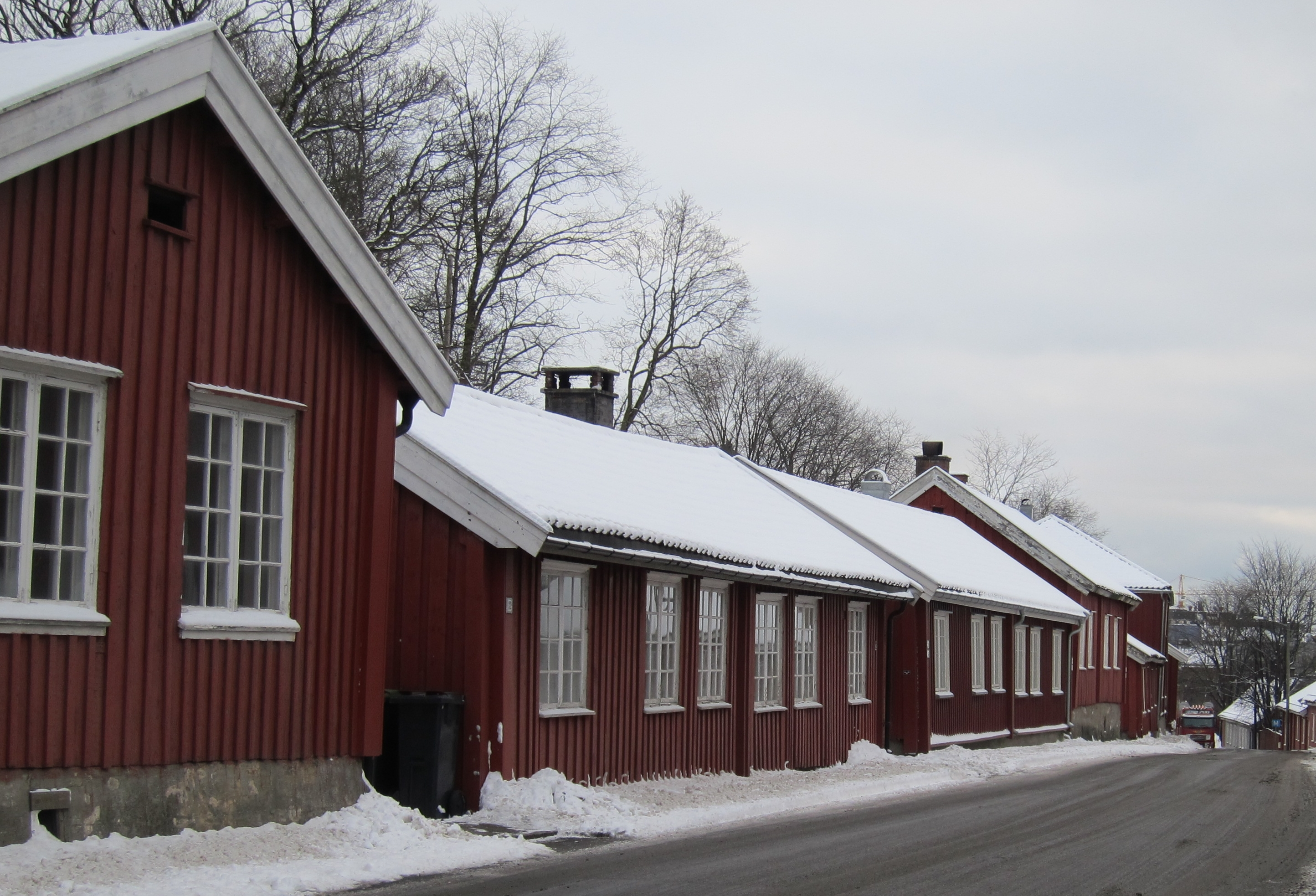
Arbetarbostäder på Moss Järnverk.

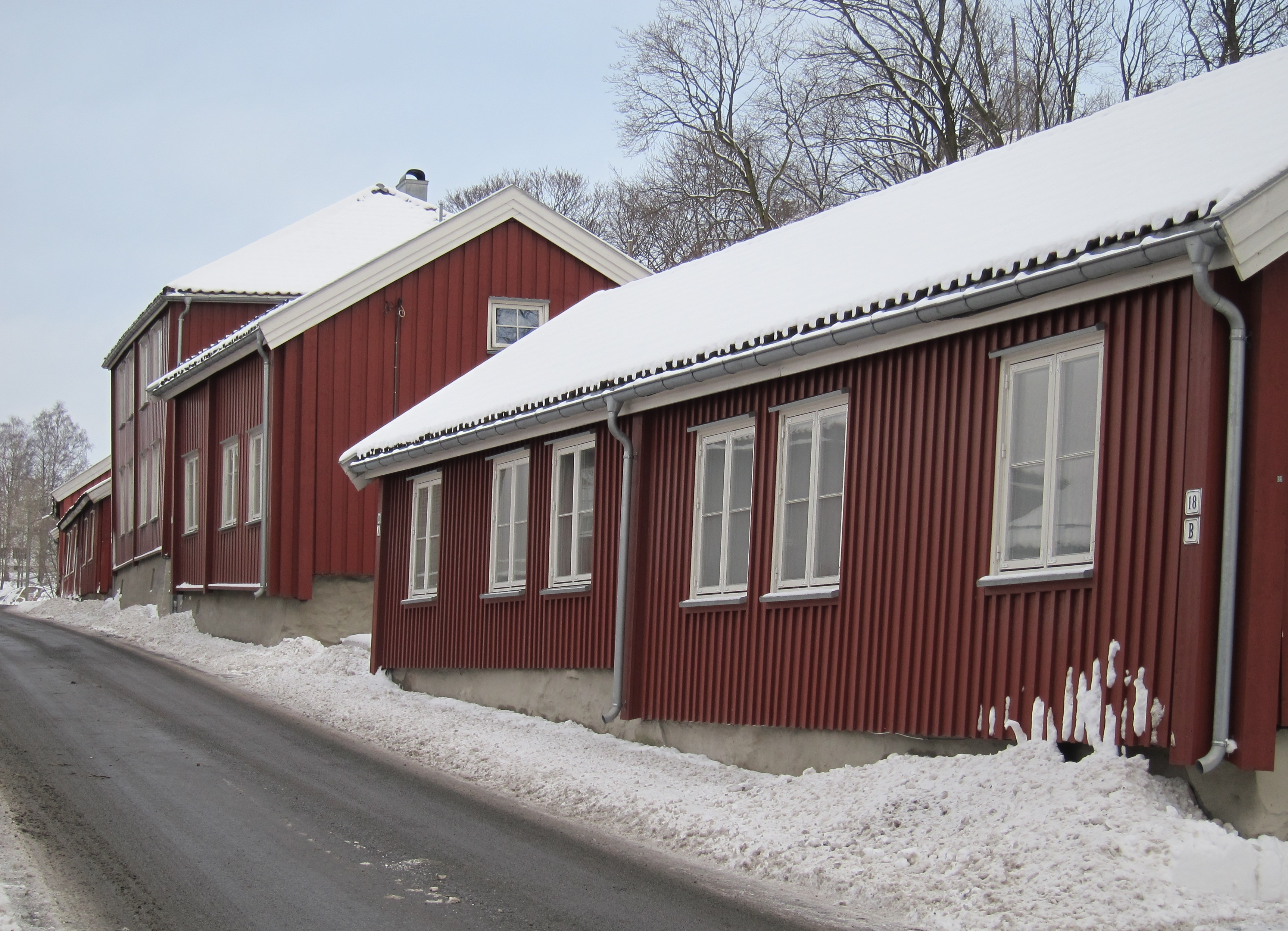
Arbetarbostäder på Moss Järnverk.

Moss Järnverk var ett samhälle i sig självt där det låg norr om staden Moss. Förmannen på verksamheten blev vanligtvis betecknad som förvaltare, och den första var Niels Michelsen Thune, från verkets start till 1716. Vid sidan om Thune var en Peter Windt direktör åren 1706-1708. Efter Thune övertog sannolikt Knud Wendelboe, som skrev flera utfyllande rapporter om verket. Efter kvarstadsförrättningen tog Jens Bondorph över, men då Ochsen sålde verket hette förvaltaren Wichman.
Arbetarna på verket var mer anonyma, men typiskt för den högteknologi som dåtidens järnverk hade så kom de flesta av dem från andra länder, namnen bär spår av Sverige och Tyskland. Hur viktiga yrkesarbetarna var för verket visade sig när Hübsch i ett brev till kungen 27 december 1719 berättar att han, under tiden krigen pågick och verket var overksamt, alltjämt måste betala sina arbetare för att inte förlora dem.
På 1730-talet var det brist på arbetskraft, och arbetarna på Moss Järnverk utnyttjade detta genom att strejka och kräva högre lön vid kvarstadsförrättningen år 1738. Förhållanden för arbetarna var trots det magra. Carl Hübsch skrev år 1738 att verket inte förde någon översikt över arbetarna som byggde hus på verkets mark, då de var så fattiga att man ändå inte kunde få någon markhyra av dem.
Järnverkssamfundet hade på flera sätt ett ansträngt förhållande till staden Moss; ett var verkets privilegier med tullfri införsel av matvaror, när stadens medborgare måste betala konsumtionsskatt på alla varor som passerade stadsgränsen. Ett annat var både användandet av vattnet i Mossefossen och bron över forsen, underhållet av den var bekostat av stadens medborgare, något de fann orättvist. Förutom dessa friktionspunkter fanns också juridiken. Järnverket hade en domstolsmyndighet över sina arbetare, med bergamtsretten i Kongsberg som överklagarinstans, vilket rådhuset ogillade. I praktiken blev rättssaker nästan alltid avgjorda lokalt, med ett så kallat verksdom. Två pojkar som hade stulit potatis från en bondgård blev av föräldrarna straffade med piska i verkets fängelse, något föräldrarna till synes var nöjda med och: ”ödmjukt anhåller om att straffen inte blir annorlunda och att pojkarna blir befriade från att resa till Kongsberg för att bli bestraffade där”.
Kyrkoherden Christian Grave i Rygge och Moss var inte heller positiv till verket, något han visar i ett uttalande från år 1743:
| ”                           | Vid Moss stad ligger Moss Järnverk, tillhörande Hr. fylkesman Ochsen från Köpenhamn, som till skillnad från andra verksägare i Norge, har den självtagna friheten mot Bergambtes beslut, att han inget skänker till, eller tillkännager gästfriheten på stället. | „ |
| – Från boken Moss Järnverk. | |   |

Verket hade också ett stort behov av outbildad arbetskraft, och många kvinnor arbetade där, till exempel rullade en Thore Olsdatter slagg, jord och stenkol för 10 skilling om dagen. Bara i det kyrkliga var järnverksarbetarna underlägsna den lokala administrationen. De var friade från militärtjänst, men bildade en egen kår i oroliga tider. Verket gav år 1786 tillåtelse till två värdshushållare att driva sin verksamhet innanför verkets område, efter uppföranderegler och mot en årlig avgift som skulle gå till verkets fattiga. Värdshushållaren fick inte skänka alkohol mot matvaror; hembränning, kortspel och dans var också förbjudet och värdshusen måste stänga klockan 22 på kvällen.
Föreståndare Lars Semb upplyste år 1809 att skolan på verket var upprättat ungefär 40 år tidigare, alltså runt 1770. Innan dess hade barnen gått i skola inne i Moss. Från andra skildrare är det emellertid känt att verket redan år 1758 betalade skollärare Andreas Glafstrøm 6 riksdaler i månaden. År 1796 annonserade verket efter en lärare, och i annonsen stod det bland annat att han skulle kunna: ”påvisa goda intyg om sin skicklighet och duglighet till att lära barn läsa, skriva och räkna”.
Moss Järnverk hade från slutet av 1700-talet en ”skola- och fattigkassa”, arbetarna drog in ungefär 2 % till denna, de fick då gratis läkarvård och mediciner, men bara för sig själva, inte till deras familjer. År 1790 sändes en kvinna från verket till Köpenhamn för att utbildas till barnmorska. Hon arbetade sedan som barnmorska på verket och i området fram till 1816.
Verkets fattigkassa gav ett litet underhåll till änkor, barn och utarbetade arbetare – mest i form av husrum och tjänster. Det verkade som att verkets ledning inte önskade fasta regler för stöden, de skulle komma som nådegåvor, och Bernt Anker var svag för sådana gester. Antal fattiga ändrades över tiden, år 1820 angav Lars Semb till exempel antalet till 30. Verkets många gruvarbetare hade inga plikter eller rättigheter till skola- och fattigkassan, men verkets ägare tog hand om dem.
Efter århundradeskiftet blev antalet utländska arbetare vid verket färre. Mantalet år 1872 visade att det var 270 personer som arbetade på verket, åtta svenskar och två tyskfödda: förvaltare Ignatius Wankel och hans bror Frantz. År 1845 gick flera av arbetarna med i Moss stads Maadeholdsselskab (ett sällskap som förespråkade måttlighet med alkoholhaltiga drycker) och året efter var antalet verksarbetare i föreningen hela 30 stycken. Arbetarna från verket var också aktiva i Thranebevegelsen (ett sällskap som förespråkade rösträtt för arbetare). Det bildades en lokal förening efter Marcus Thranes besök i staden 16 december 1849.

## Tiden med Ankerna

### Ancher & Wærn

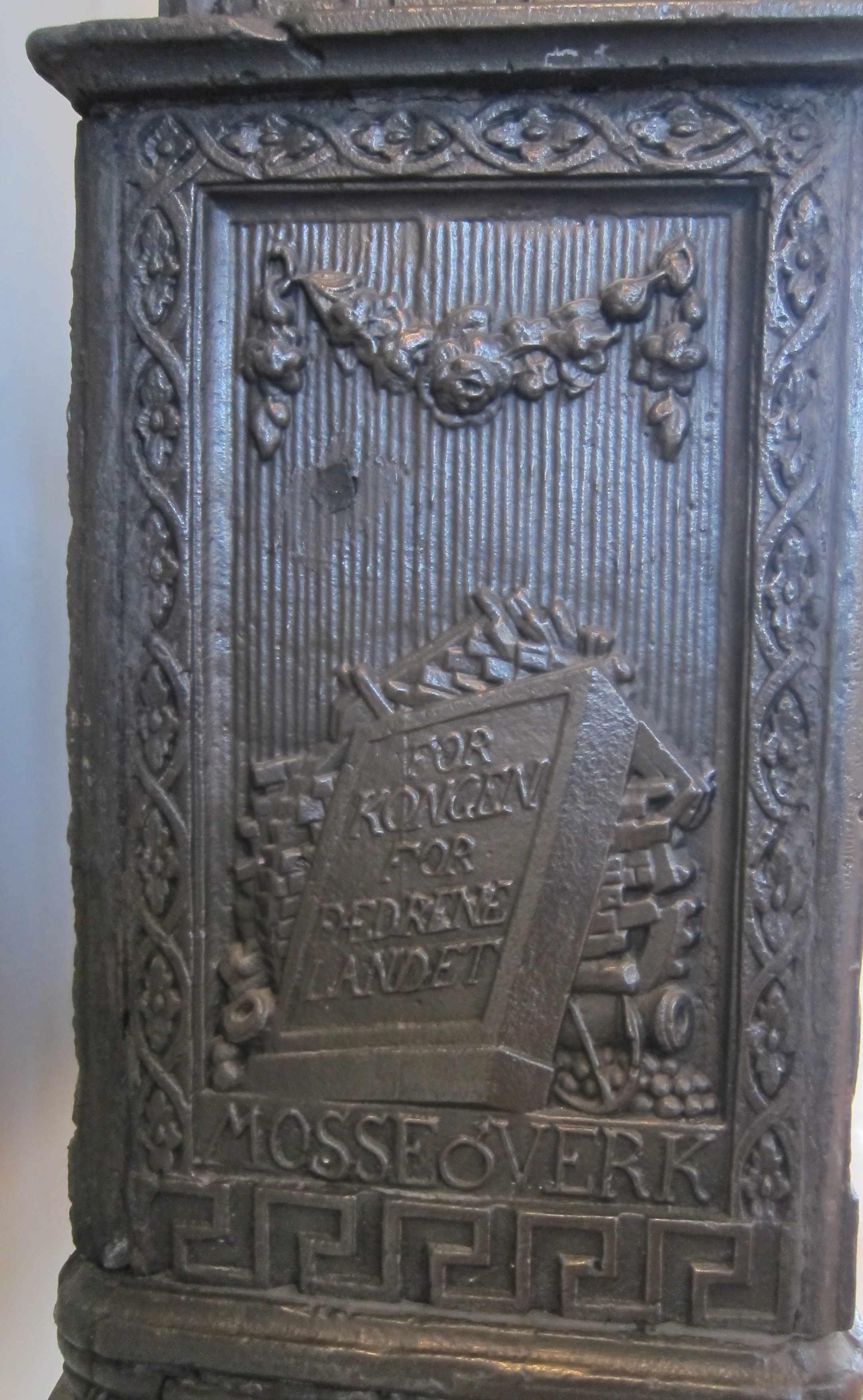
Detalj av järnugn tillverkad vid Moss Järnverk, ugnen står på andra våningen i verkets gamla huvudbyggnad.

Ochsen sålde verket år 1748 för 16 000 riksdaler till Erich Ancher och Mathias Wærn som båda kom från Fredrikshald där de drev en framstående verksamhet med tobaksfabrik och sågproduktion. Det kan ha funnits flera orsaker till att Ancher & Wærn köpte verket; det gav prestige, det gav firman ytterligare en förutsättning i dåliga tider, tullpolitiken kunde ändras så att införsel av varor från Sverige blev dyrare, men det viktigaste var nog verkets potential för produktion av krigsmaterial.

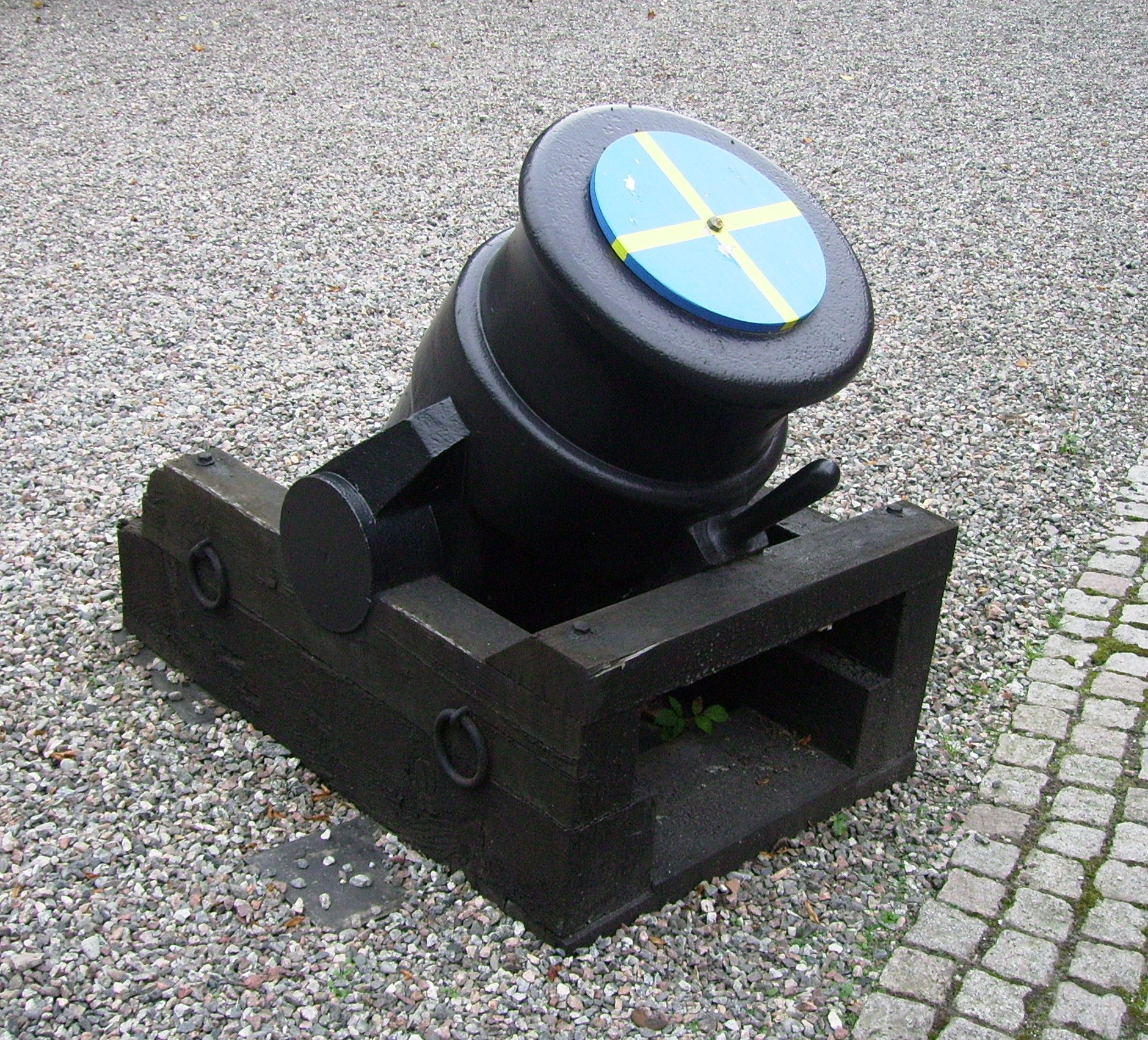
Svensk mörsare, motsvarande tillverkades vid Moss Järnverk.

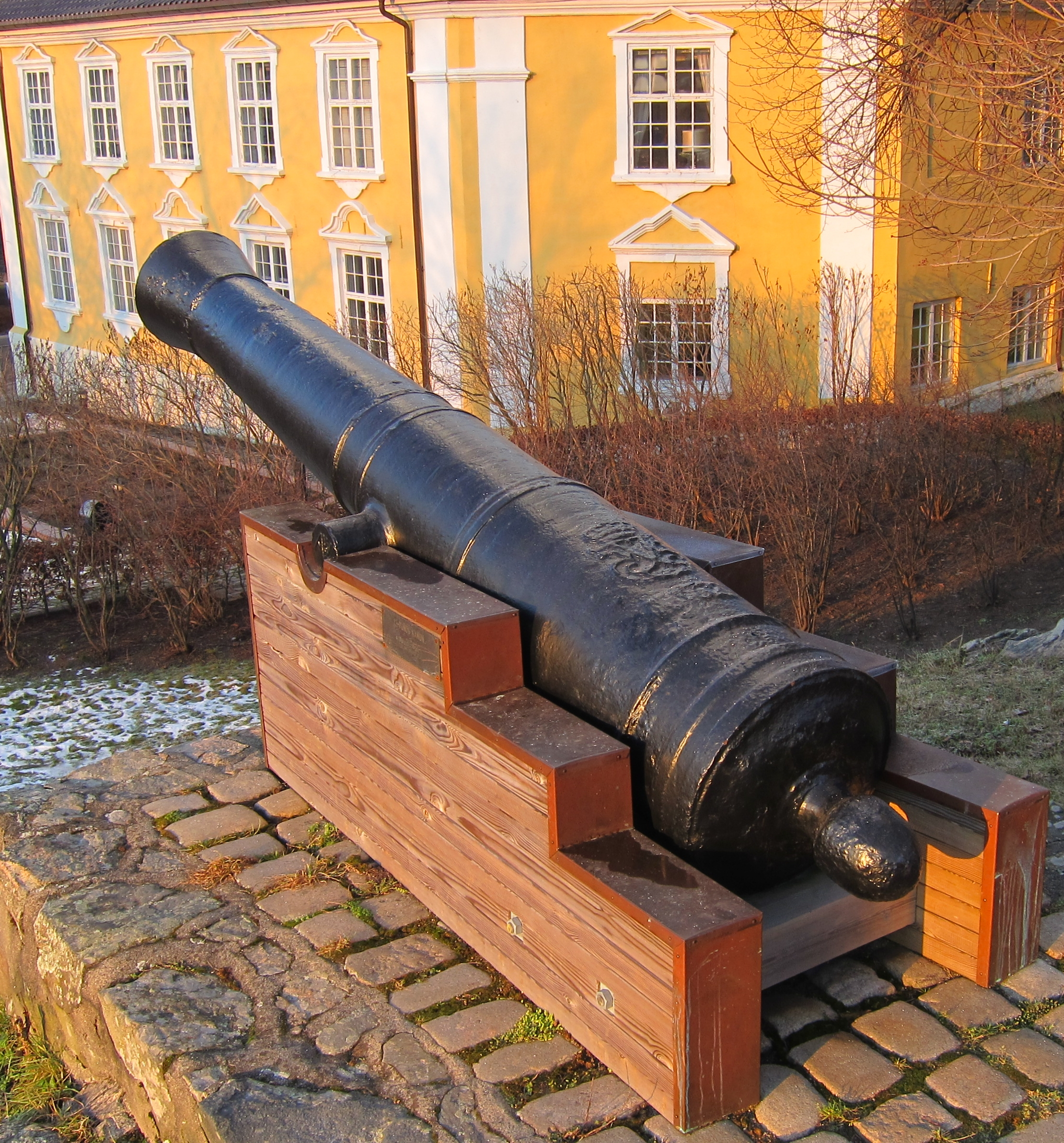
12-pundskanon gjuten vid Moss Järnverk år 1762. Den hittades i Vardø 1970 och står i dag utställt i Moss Järnverks gamla administrationsbyggnad Konventionsgården i Moss.

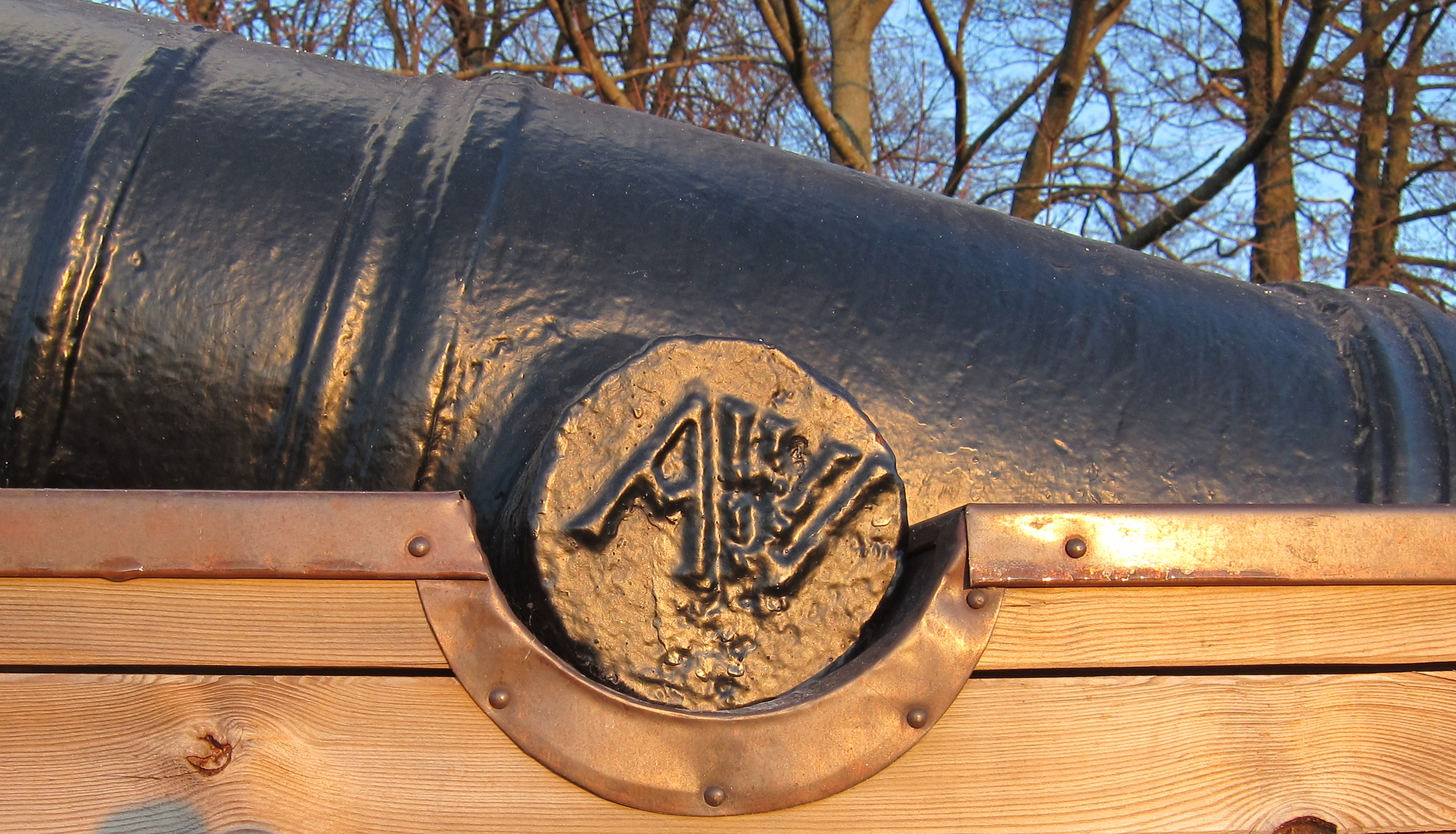
Detalj från 12-pundskanon, AW står för Ancher & Wærn.

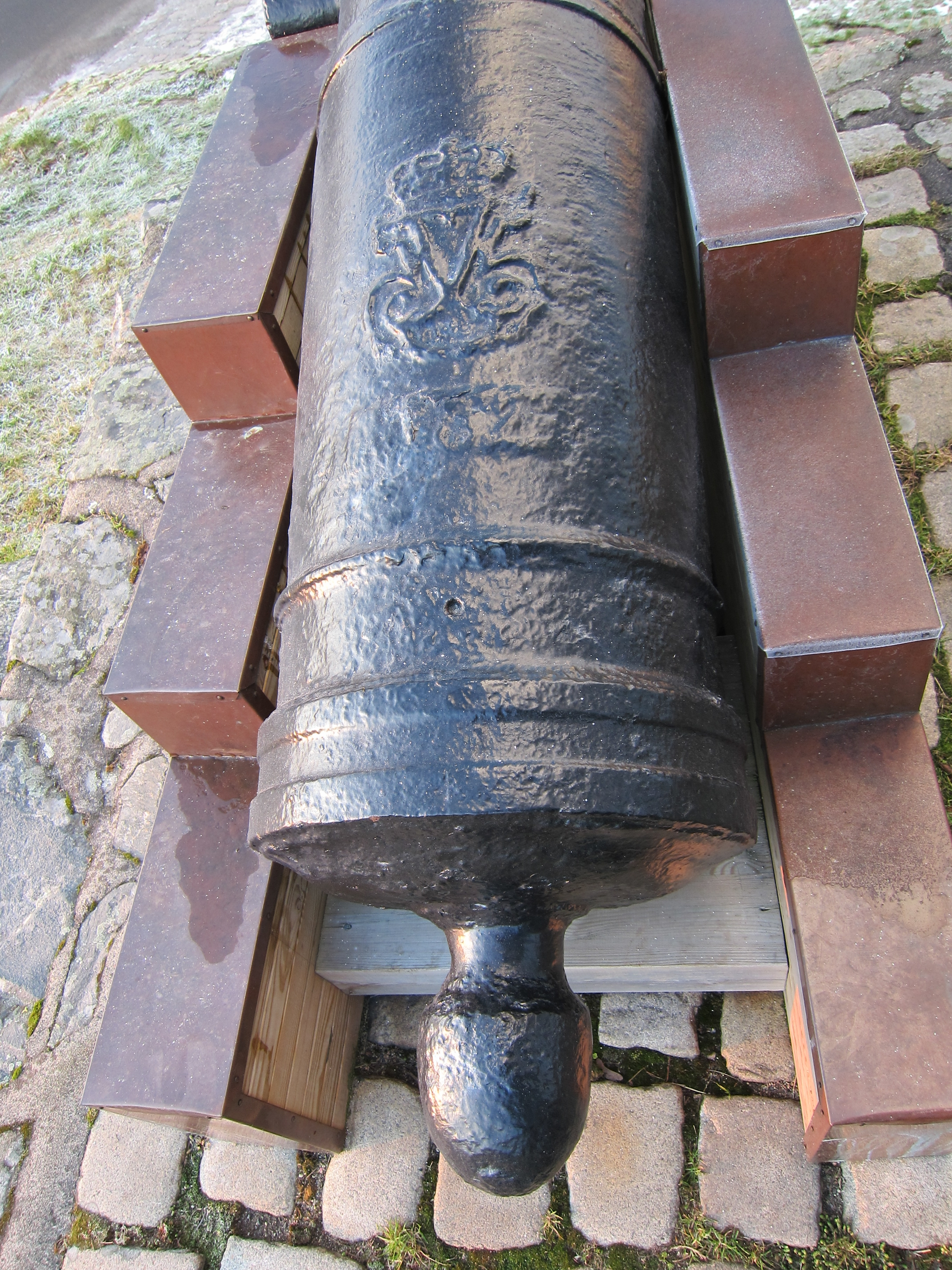
Detalj från 12-pundskanon, den bakre delen av kanonen, kungligt monogram och hål för lunta till avfyrning.

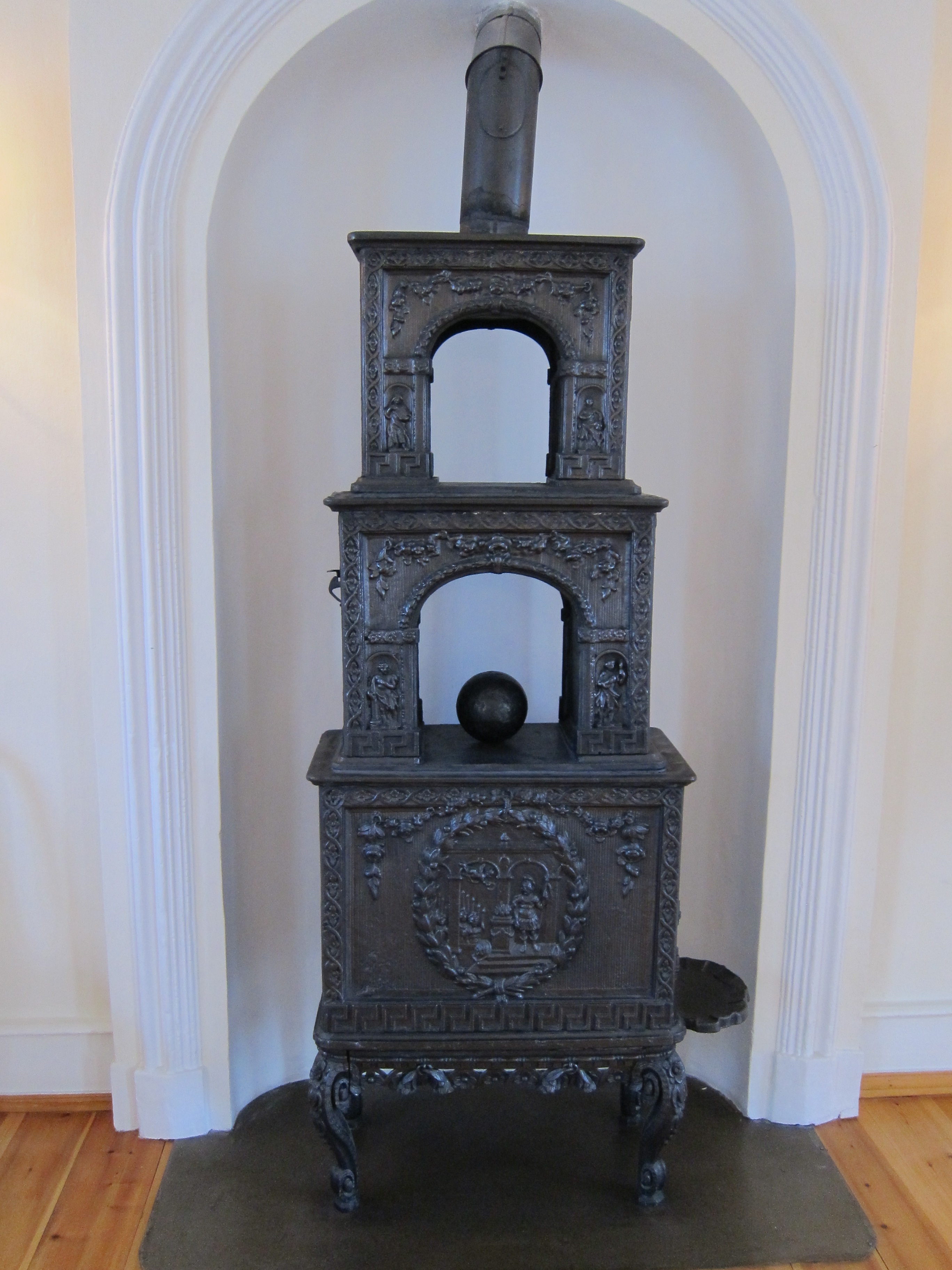
Järnugn tillverkad vid Moss Järnverk, ugnen står på andra våningen i verkets gamla administrationsbyggnad, Konventionsgården, i Moss.

Då Ancher & Wærn köpte verket var det i dåligt skick och de var tvungna att investera mycket för att kunna producera stora kanoner. Redan i april 1740 skrev de till Landetatens Generalkommissariat om att få anlägga ett kanongjuteri vid verket. Kung Frederik V av Danmark var positiv, men enligt Anchers senare berättelser skedde genombrottet under kungens besök i Norge sommaren 1749. Kungen besökte Erich Ancher i Fredrikshald och var hela tre gånger i Moss, så det är rimligt att tro att kungen både besökte järnverket och blev introducerad för planerna om kanonproduktion.
Under hösten 1749 fick Ancher & Wærn sin ansökan om privilegier till kanonproduktion behandlad av Landetatens Generalkommisariat, stödd av företagets representant Johan Frederik Classen. Den 5 november 1749 fick Ancher & Wærn privilegium exclusivum, en 20 år lång exklusiv rätt till gjutning av järnkanoner och mörsare. Detaljerna i kontraktet upprättades 7 februari 1750.
Bland de många punkterna i kontraktet var ett förskott på 20 000 riksdaler (14 000 omedelbart och 6 000 efter provgjutning) och krav på att två 12-pundskanoner skulle produceras och prövas innan hela förskottet utbetalades. Varje år skulle minst 20 stycken 18-punds- och 30 stycken 12-pundskanoner prövas av kunniga artilleriofficerare innan leverering. Priset blev satt till 12 riksdaler och 48 skilling per skeppund.
Arbetet med kanonproduktionen började redan år 1749. Två kanoner blev gjutna, men båda sprack under provskjutningen. Under våren och sommaren 1750 pågick ett arbete för att möjliggöra en utökning av verket. Anställda vid verket blev skickade utomlands för att lära sig processerna, och yrkesarbetare hämtades från utlandet. Det producerades mindre kanoner det året, men gjutning av 12- och 18-pundskanoner till den avgörande provskjutningen stod still på grund av den ständiga kolbristen; till produktionen av så tungt artilleri krävdes båda masugnarna. Frampå vintern och våren 1751 uppstod ytterligare problem och de två första 12-pundskanonerna var inte färdiggjutna och klara för provskjutning förrän vid årets slut. Den 18 december kom överste Kaasbøll från Christiania för att följa provskjutningen, resultatet blev emellertid att båda kanonerna sprack vid den kraftigaste laddningen. Verket skyllde på bristen på yrkesarbetare och Mathias Wærn bad i ett brev den 14 april 1751 hans bror Morten Wærn, på resa i Frankrike, att försöka få tag i en erfaren kanongjutare.
I januari 1752 skrev Erich Ancher ett långt brev till generalkommissariatet, som handlade om de olika problemen vid kanonproduktionen, med förslag till lösningar. Kanonerna borde gjutas med tjockare gods, mindre villkorlig prövning och ett fast räntefritt förskott på 50 000 riksdaler (inklusive de utbetalade 14 000 och de utlovade 6 000). Enligt Erich Ancher hade företaget förlorat runt 10 000 riksdaler på verksamheten, och om myndigheterna i Köpenhamn så önskar, kunde de gärna avbryta, kanonproduktionen hade inletts för fäderneslandets bästa.  Den 30 augusti 1752 gavs ett kungligt beslut att Moss Järnverk skulle få ett utöka förskott, med pant i verket och med lyckade provskjutningar, nu i Köpenhamn, som villkor.
Den 17 april 1753 blev två 12-pundskanoner från verket provskjutna i Köpenhamn, den ena sprack medan den andra höll. För att få tillfredsställande leveranser av kol arbetade verket med att utöka omkretsen, och den 27 augusti 1753 var en kommission i Moss för att förhöra fogdar, länsmän och andra om gårdar, skog och avstånd till verket. I ett kungligt beslut 20 maj 1754 bekräftades emellertid endast verkets gamla cirkumferens, det blev alltså ingen utökning, och området som var angett vid upprättelsen förblev oförändrat till verket lades ner.
Avslaget och de många andra problemen gjorde att Ancher sände en längre petition till kungen personligen, daterat 28 juli 1754, där han gav en utförlig beskrivning av alla svårigheter verket hade mött vid etableringen av kanonproduktionen. Petitionen innehöll följande sorgsna mening:
| ”                           | Hur många gånger har vi inte önskat att vi aldrig fått infallet att gjuta kanoner? | „ |
| – Från boken Moss Järnverk. |                                                                                    |   |

Efter en längre utredning begärde Ancher kungen i petitionen om en ny cirkumferens, eftergivning av tionden och att verket skulle få tillbaka gamla kasserade kanoner (de kunde smältas ner och järnet användas på nytt). I november 1754 tog kungen ställning till saken, återföring av kasserade kanoner blev godkänt, men i huvudsak var svaret ja till mindre viktiga punkter och beslut om de avgörande punkterna sköts upp. Från år 1755 gick det successivt bättre med gjutningen. Trots att det år 1756 inte göts en enda större kanon som blev godkänd, var kampen mellan järnverksägarna och generalkommissariatet på väg att upphöra.

### Konflikt och brytning mellan Ancher & Wærn
Medan Erich Ancher bodde i Fredrikshald och skötte kompanjonens fabriker där, var det Mathias Wærn som från år 1750 ledde det dagliga arbetet på Moss Järnverk. Det är sannolikt att Ancher gav Wærn skulden för problemen med kanonproduktionen, i varje fall blev verksamheten i Fredrikshall såld år 1756 och Ancher flyttade till Moss. Totalt antal levererade kanoner åren 1749–1756 under Wærn var inte fler än 32. Verket ska ha haft en skuld på 150 000 riksdaler då Ancher flyttade dit år 1756.
Under Anchers ledning tycktes verket gå bättre. Åren 1757–1759 göts det 86, 99 och 106 stycken 12-pundskanoner utan fel, men först år 1760 levererades det ett större antal 18-pundskanoner. Ancher sände sina söner (Carsten Anker och Peter Anker) utomlands för att studera. I Glasgow blev de utnämnda till stadens hedersmedborgare, och den kände professorn Adam Smith skrev erkännande om dem. På bergseminariet i Freiberg fick de en grundlig utbildning för senare arbete vid järnverket.
Förhållandet mellan Erich Ancher och Mathias Wærn blev dåligt efter att Ancher flyttat till verket, och år 1716 ansökte Ancher till kungen om en delning mellan dem, något som blev bifallet den 5 juni 1761, med ett påföljande preliminärt avtal tio dagar senare. Wærn gick emellertid strax ifrån förlikningen och en årslång process påbörjades, där flera framstående personer blev involverade, bland annat den erkände juristen Henrik Stampe. Konflikten mellan de två affärspartnerna blev först slutligen avgjord i Anchers favör av bergamtsretten år 1765, och en slutlig uppgörelse mellan parterna skrevs under den 17 mars 1766. Från och med då var Erich Ancher helägare av Moss Järnverk. Moss Järnverk drevs på den tiden bra och blev rosande omtalad av en känd fransk bergverkskunnig.
På 1760-talet minskade orderna för kanonproduktion, Danmark-Norge hade dåliga statsfinanser, något som kom att drabba Moss Järnverk särskilt då det var beroende av rustningsproduktionen. Verket hade stora skulder, och Erich Ancher var beroende av sin bror Christian, och efter dennes död, hans brors firma Karen. Christian Anchers & Sønner. I enlighet med det slutgiltiga avtalet med Mathias Wærn var Erich Ancher tvungen att utfärda en pantobligation som senare skulle ge honom mycket problem.
I samband med pantobligationerna var Ancher tvungen att ge upp bergamtsretten och underlägga sig staden Moss jurisdiktion. Flera tillgångar blev också pantsatta. Verket fick tiondefrihet för åren 1765-1770, det betydde dock lite då det var en kompensation för ett kostbart hammarverk som hade brunnit ner. Frampå 1770-talet ökade Erich Anchers skuldproblem med järnverksverksamheten, hans egendomar blev undan för undan pantsatta eller sålda, innan han till sist gav upp den 22 november 1776 och överlät Moss Järnverk till sina syskonbarn Bernt och Jess Anker.

### Bernt och Jess Anker (1776–1784)
Med bröderna Bernt och Jess Anker fick Moss Järnverk ägare med en helt annan finansiell stabilitet än föregångarna. Bröderna Anker försökte trots allt att få så gynnsamma villkor som möjligt från sin viktigaste affärskontakt, som var staten, och då var kusinen Carsten Anker som ämbetsman paradoxalt nog (med tanke på verkets förra ägare var Carstens far) bra att ty sig till. Då deras monopol på kanongjutning hade gått ut var verket också tvunget att slåss mot konkurrens, särskilt från Fritzøe Jernverk. De första åren bodde den yngre brodern, Jess Anker, på järnverket, med titeln Proprietair af Moss Werk. Jess fullföljde uppbyggnaden av huvudbyggnaden som påbörjades av hans farbror Erich Ancher.
Efter några års uppehåll tog, från år 1776, kanongjutningen under de nya ägarna fart, och det förbrukades mer kol än någonsin, nära 10 000 läster om året. I samband med ett arrenderingskontrakt som Jess Anker ingick med familjeföretaget år 1781, gav verkets redovisning ett nettovärde värderat till 177 689 riksdaler. Bröderna Anker hade inte gjort upp med boet efter sin far Christian Anchers död 1767: i praktiken styrdes det av Bernt Anker, och han löste ut sin bror år 1783 och tog då också över Moss Järnverk för en summa på 80 000 riksdaler till Jess Anker.

### Bernt Anker (1748-1805)

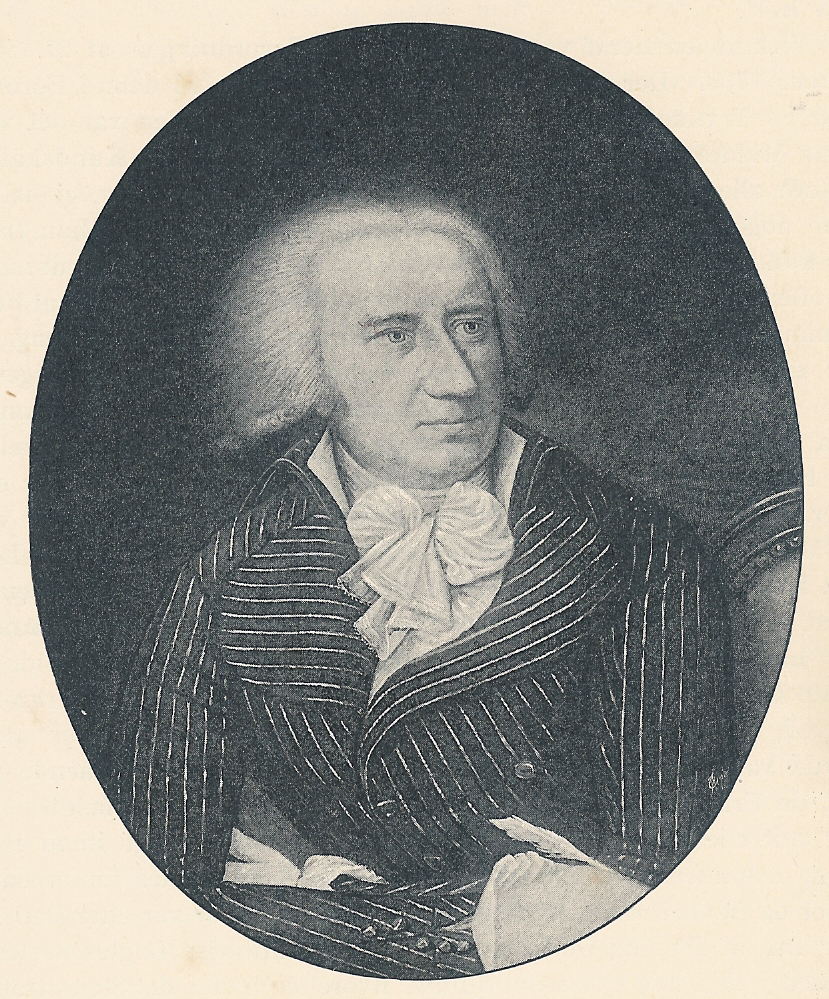
Bernt Anker, 1746-1805. Kammarherre, konferensråd och handelsman, från Danmarks Riges Historie, band 5.

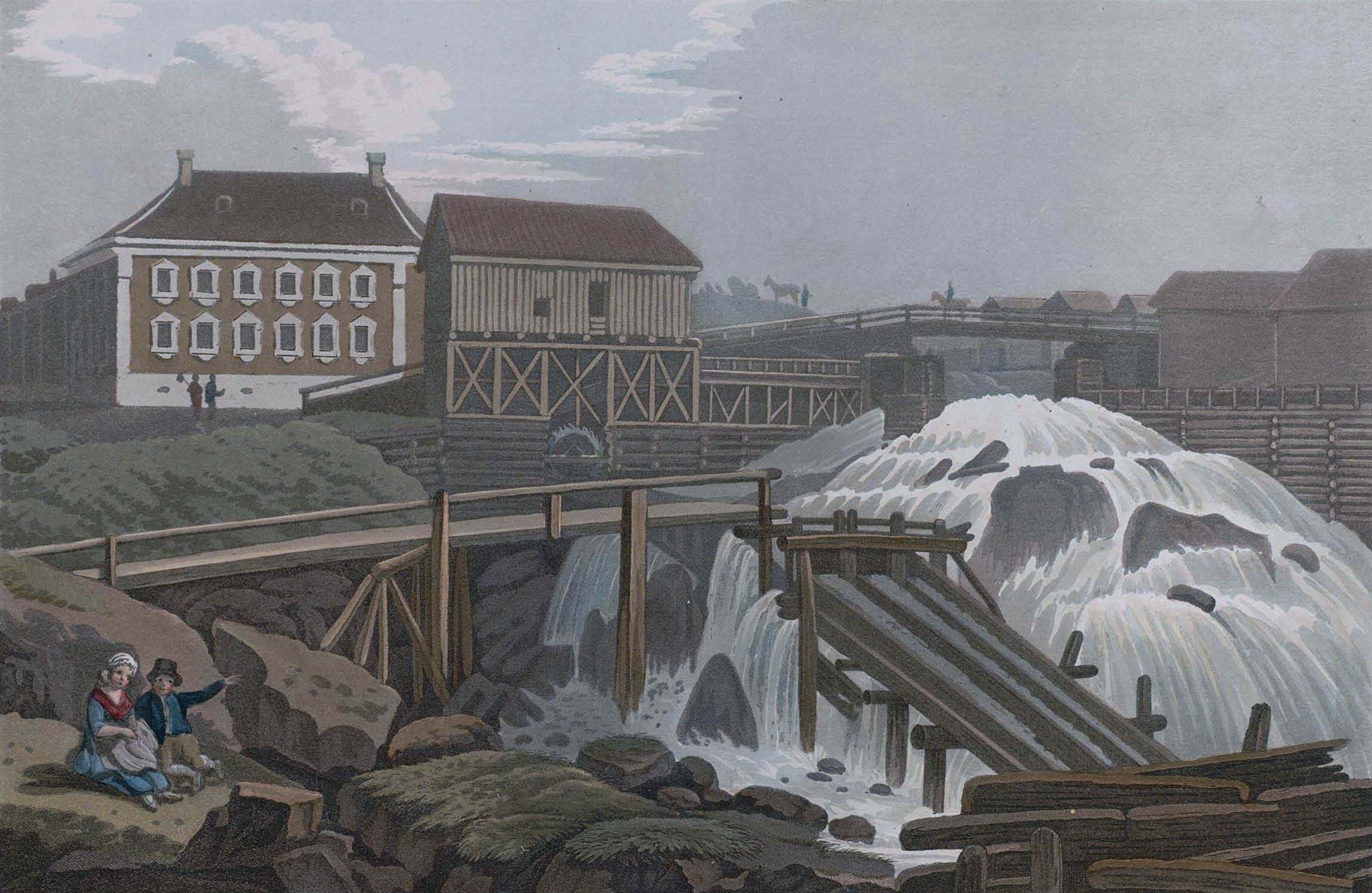
Teckning av Konventionsgården och forsen, av J.W. Edy.

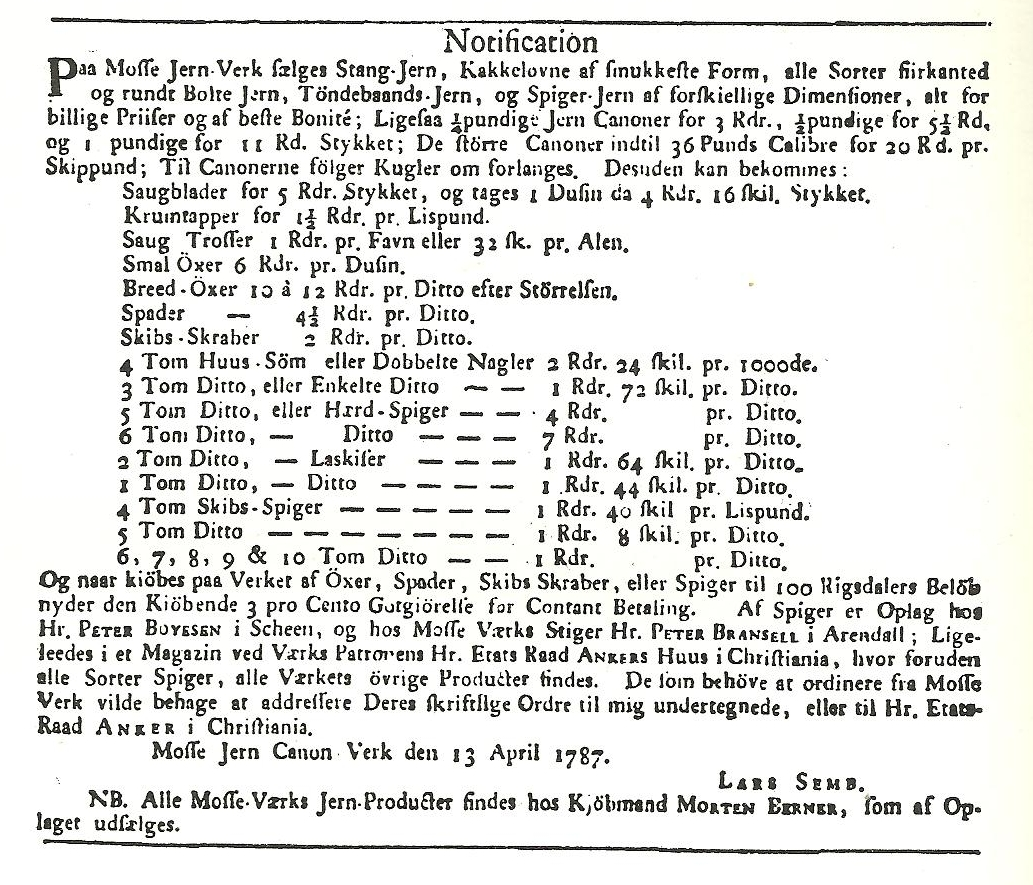
Annons för Moss Järnverks produkter i tidningen Norske Intelligenz-Seddeler våren 1787, annonsen indenterad flera gånger.

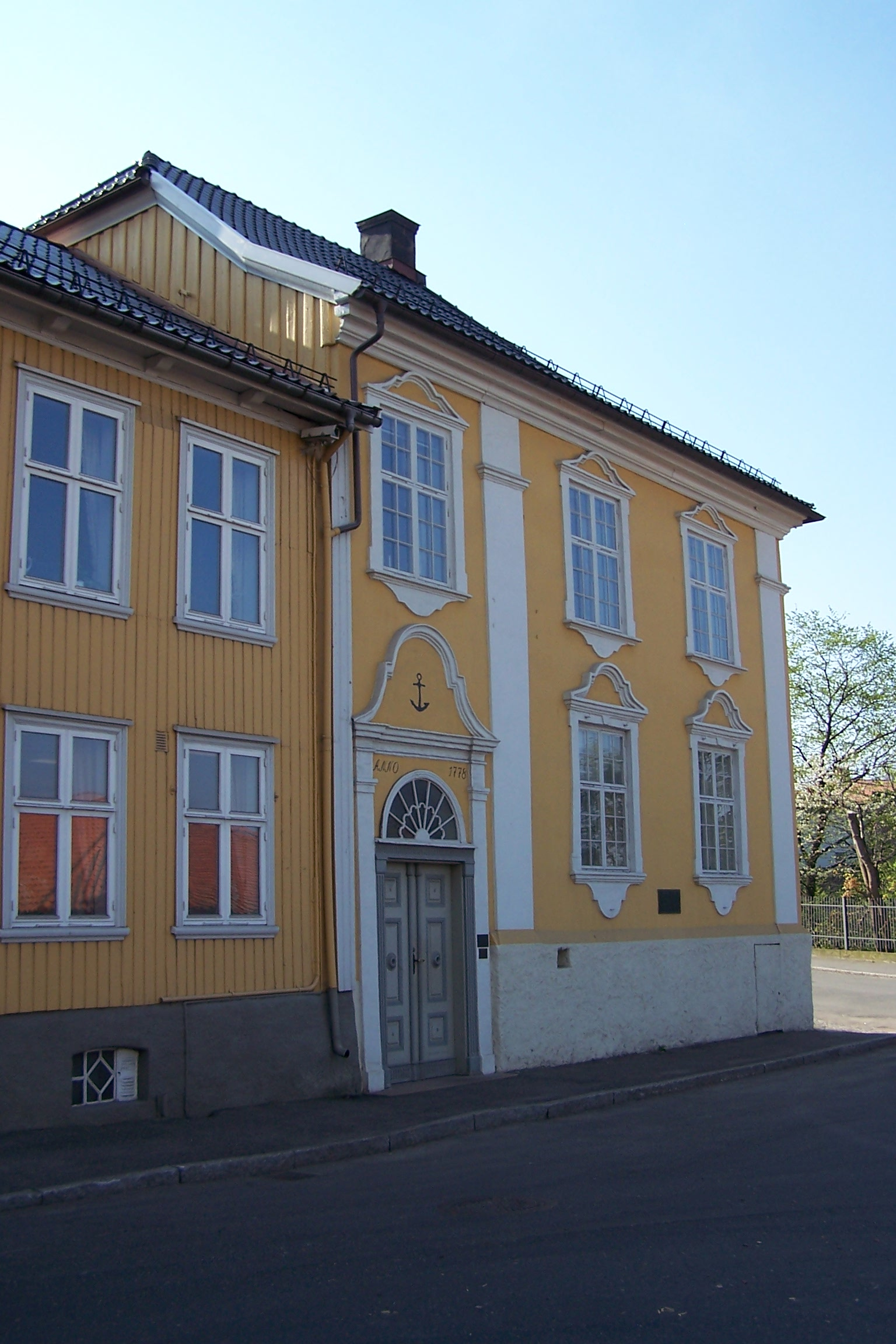
Konventionsgården eller Verk nr. 1 som den också kallades, var administrationsbyggnaden på Moss Järnverk. Det är ett tegelhus i två våningar uppfört av Erich Anker. Uppbyggnaden påbörjades år 1756 och fullföljdes 1778.

Bernt Ankers omedelbara övertagande av Moss Järnverk (han hade i verkligheten kontrollerat verksamheten redan från den tid hans farbror sålde) markerade verkets sista storhetsperiod, och det var också en tydlig förändring i och med att ägaren inte bodde på verket. Den första föreståndaren på verket var Lars Semb, en dansk från Thyholm på Jylland. Han var vid verket hela sitt arbetsliv, och hans första verksamhetsanteckningar ger en bra bild av verksamheten. År 1793 var det 278 människor som bodde på verket; det var mellan 150 och 200 personer på Verlesanden, i Moss stad och på Jeløyen som levde av företaget. Till det kom alla som arbetade med att bryta malm i gruvorna, timmerhuggning och bränning av träkol.
I Bernt Ankers stora samling av olika egendomar anknutet till skogsbruk och malmutvinning var Moss Järnverk den med störst värde.
| Post i redovisningen                                                           | Värde i riksdaler |
| ------------------------------------------------------------------------------ | ----------------- |
| Masugn med malmstenshammare, formeri och två kolhus                            | 10 000            |
| Skärverket, till kanonerna                                                     | 250               |
| Borrmaskinerna, till kanonerna, med smide till borrväsning                     | 4 360             |
| Rundjärnshammare med kolhus                                                    | 2 500             |
| Valsverket                                                                     | 5 000             |
| Spikfabriken, med 3 vattenhammare, härdare och redskap till 10 handspikssmeder | 1 800             |
| Kniphammaren och materialsmedjan                                               | 1 500             |
| Sjöboden eller "Magasinet" till verkets produkter och spannmålsvaror           | 1 200             |
| Huvudbostadshuset, med ladugård och hage                                       | 8 500             |
| Bostadshuset vid masugnarna                                                    | 4 000             |
| Arbetarnas bostäder                                                            | 1 750             |
| Verkets kvarn vid huvudbyggnaden                                               | 1 500             |
| Övre rundjärnshammare                                                          | 650               |
| Kihlsgruvan i Kamboskogen                                                      | 300               |
| Knalstadminorna i Vestby                                                       | 620               |
| Drammens minor                                                                 | 400               |
| Skiens minor (13)                                                              | 8 575             |
| Arendals- och Holt sockens minor (17)                                          | 5 260             |
| Egersunds minor (8)                                                            | 1 100             |
| Sjödalsgruvan vid Nesodden                                                     | 140               |
| Jordagods på landet; Rosnes, Krosser, Skipping, Helgerød och Mosseskogen       | 5 820             |
| Malmlager på verket                                                            | 12 300            |
| Malmlager i minorna och lastplatserna                                          | 19 000            |
| Kanoner på lager                                                               | 3 120             |
| Övrigt, delvis specificerat, järn på lager                                     | 5 800             |
| Sjöbodsvaror                                                                   | 2 000             |
| Träkol på lager, minst 30 läster                                               | 32                |
| Järnvaror för förhandling hos Carsten Anker i Köpenhamn                        | 7 400             |
| Stenkol på lager                                                               | 1 635             |
| Huseby såg på verket                                                           | 800               |
| Såg och kvarnbruket i Moss; Træschowske (8 850) och Brosagene (1 300)          | 10 150            |
| Lager av timmer och trävirke                                                   | 15 156            |
| Kolböndernas skuld                                                             | 19 760            |
| Ekonomi och Kommerskollegiets skuld                                            | 26 625            |
| Amiralitetets skuld                                                            | 2 975             |
| Arbetarnas skuld                                                               | 2 580             |
| Dubiøse geldenärer                                                             | 15 280            |
| Totalt 110 poster på totalt                                                    | 258 480           |

Mot värdelistan ovanför stod skuld, totalt 15 långivare med 89 000 riksdaler utlånade, där den största posten var det fasta lånet på 50 000 från statskassan. Förutom det var Moss Järnverk skyldig moderföretaget Karen sal. Christian Anchers & Sønner 26 680 riksdaler. Totalt låg alltså värdet runt 170 000 riksdaler i Moss Järnverk i början av år 1791.
Anker hävdade att företaget hade förlorat 150 000 riksdaler på verket då han tog över det ensam, och han genomförde en nedskärning av arbetsutgifterna. Dessutom överfördes större arbetskapital till olika besparingar. Under Anker nådde verket aldrig tillbaka till tidigare produktionsvolym, innovation och konstnärlig utsmyckning, men ekonomisk gick det bra de första åren, som tabellen nedan visar.
| År   | Överskott (riksdaler) | Därav såg/kvarnbruk | Uttag av Anker |
| ---- | --------------------- | ------------------- | -------------- |
| 1791 | 14 638                | 4 346               | Inget          |
| 1792 | 15 012                | 6 770               | Inget          |
| 1793 | 24 072                | 14 938              | Inget          |
| 1794 | 14 002                | 8 580               | Inget          |
| 1795 | 14 746                | 9 015               | Inget          |
| 1796 | 15 851                | 7 463               | Inget          |
| 1797 | 23 061                | 10 344              | Inget          |
| 1798 | 19 443                | 9 493               | 6 018          |
| 1799 | 27 430                | 12 243              | 35 107         |
| 1800 | 25 443                | 13 573              | 26 105         |
| 1801 | 28 221                | 15 965              | 30 957         |
| 1802 | 40 690                | 26 453              | 26 410         |
| 1803 | 34 277                | 20 141              | 32 178         |
| 1804 | 33 020                | 18 226              | 40 964         |
| 1805 | 39 981                | 20 635              | Inget          |

Produktionen av järn blev främst styrt av tillgången på träkol; när det var goda tider för trävirkeshandeln, levererade bönderna hellre timmer till sågarna än producera träkol och trotsade därmed levereringsplikten. Tabellen ovan visar också att Moss Järnverks intäkter var ungefär lika fördelade mellan produktion av järn och trävirke. År 1793 var verket tvunget att låta en order på 22 kanoner gå till konkurrenten Fritzøe Verk på grund av brist på träkol. Den största orsaken till de goda ekonomiska tiderna var, som tabellen visar, oroligheterna i Europa, Franska revolutionskriget (1792–1802) och Napoleonkriget (1803–1815), och att kungariket Danmark-Norge klarade att hålla sig neutralt till år 1807.
För eftervärlden har Moss Järnverks tid under Bernt Anker varit den största, bland annat på grund av omnämningar som dessa: ”En av de vackraste anläggningarna i staden, som besökare beundrar, är Moss Järnverk.” För kanonproduktionens del hade höjdpunkten passerat, den var aldrig så omfattande under Bernt Ankers tid, och det göts inte några grovkalibrerade kanoner mellan åren 1789 och 1797. Det mesta av produktionen tycktes ha varit tunnbandsjärn, spikar och obearbetat järn. Det skedde heller inga större förbättringar eller tillbyggnader; de två masugnarna som länge ansetts vara i dåligt skick, fick duga så länge Bernt Anker levde.

### Bernt Ankers Fideikommiss (1805-1820)

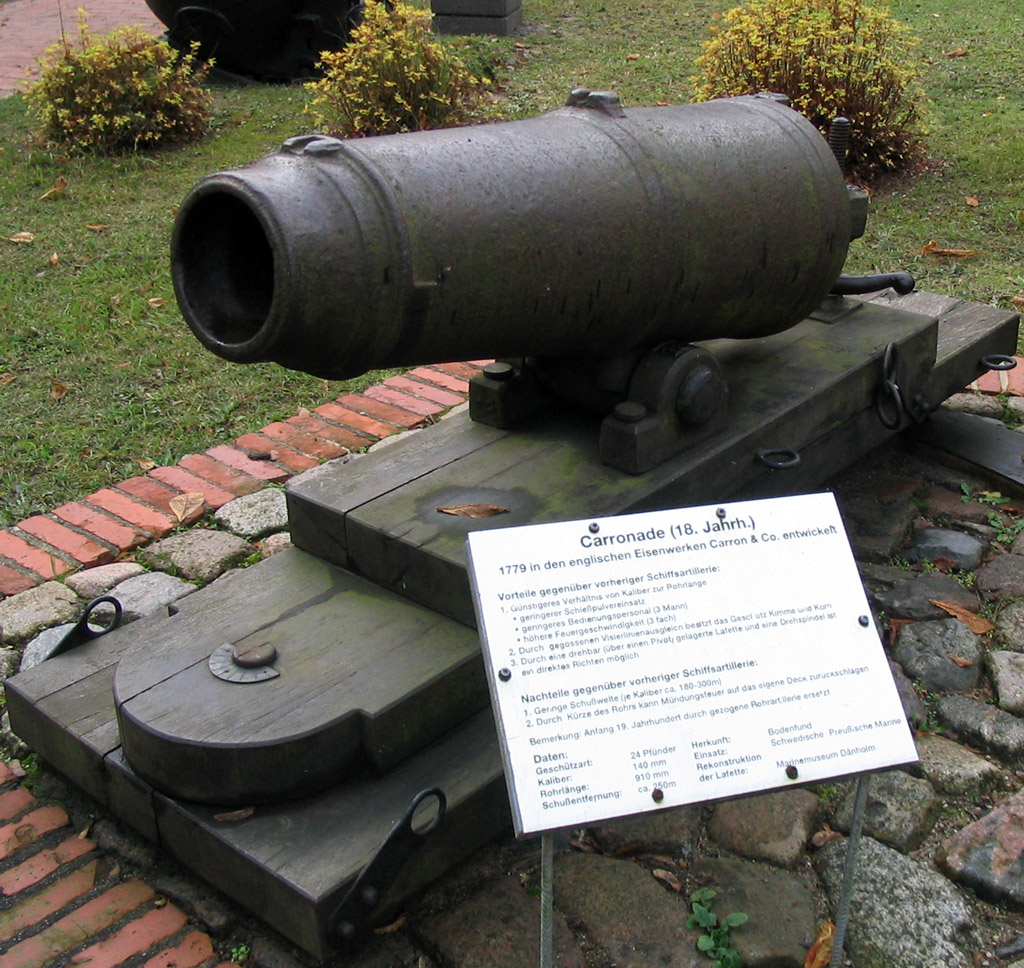
Karronad, kort skeppskanon med stor kaliber, använd till attacker på kort avstånd, liknande göts vid Moss Järnverk under krigsåren 1807–1814.

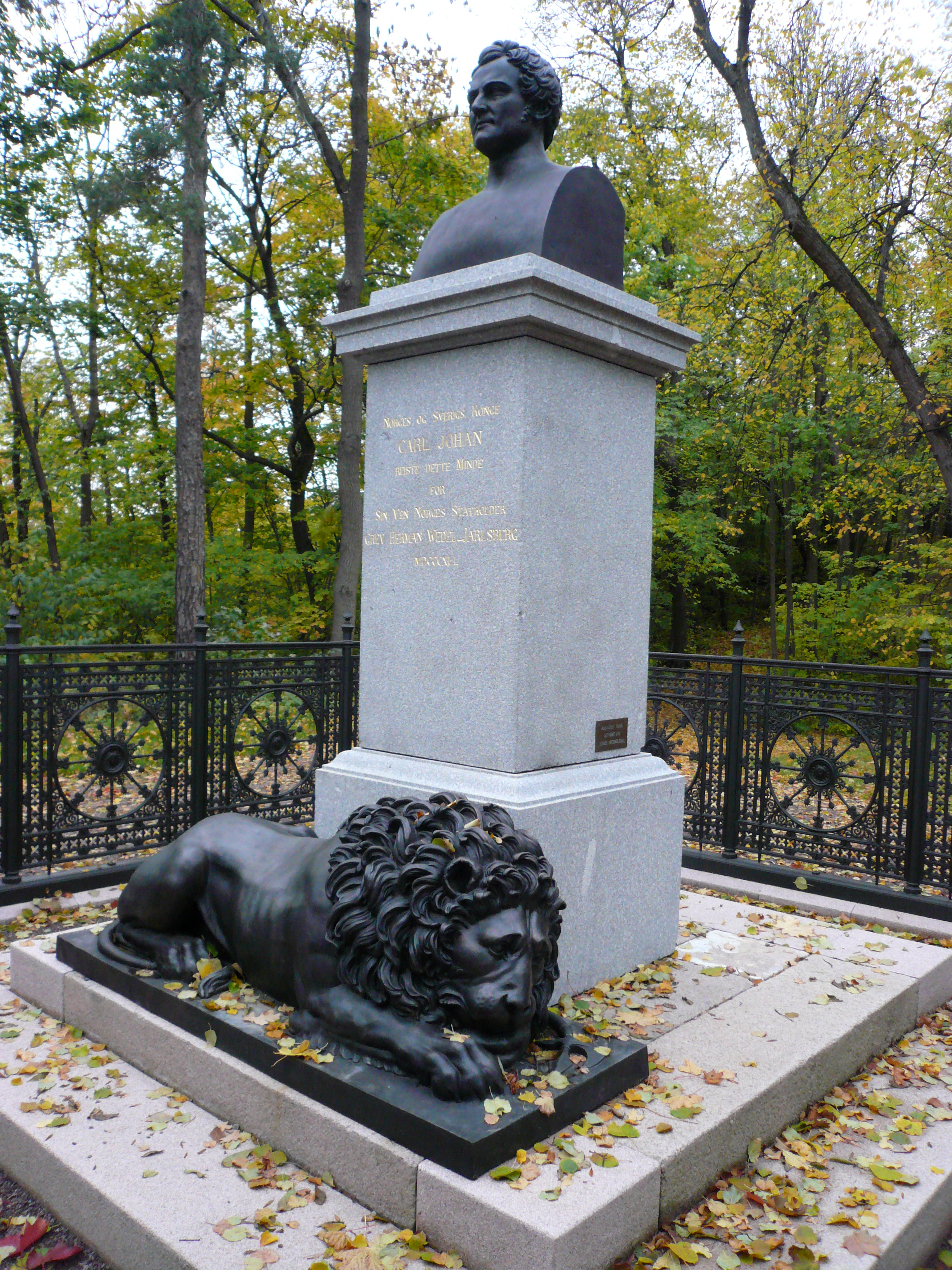
Wedel-Jarlsbergmonumentet på Dronningberget på Bygdøy i Oslo är gjort av bildhuggare Hans Michelsen 1845.

Efter Bernt Ankers död år 1805 lades hans företagsimperium in i ett fideikommiss (en typ av stiftelse), där föreståndaren Lars Semb från Moss Järnverk var en av tre i styrelsen. För åren som kom fick Semb tämligen fria händer när det gällde skötseln av verket. 1805 var ett väldigt bra år för verket men år 1807 ändrades situationen när Danmark-Norge attackerades av Royal Navys (slaget om Köpenhamn) och blev indraget i Napoleonkriget. Moss Järnverk blev en central industri under krigsåren då behovet av kanoner till krigsskepp, fästningar och armén var stort. På grund av förlorade krigsskepp i attacken måste nya, mindre krigsskepp byggas för det så kallade Kanonbåtskriget, och en väsentlig del av dem fick kanoner från verket. Med utbrottet av krigen försvann också problemen med bristen på träkol, dels på grund av minskad träkolsexport och dels på grund av böndernas patriotiska sinnelag.
Föreståndaren Semb började redan hösten 1807 gjutning av 3- och 6-pundskanoner, och under vintern gjordes masugnarna i ordning så att gjutning av stora 24-pundskanoner till flottan kunde börja i februari. Det fanns också ett behov för kanoner till fartygen som byggdes för kaparna, till exempel till kaparen "Christiania" levererade verket två stycken 6-pundskanoner, fem stycken 12-pundskanoner och fyra stycken 18-pundskarronader (korta skeppskanoner). Det göts 18-pundskanoner till landetaten, som bland annat Slevik batteri i Onsøy utrustades med.
1808 var ekonomiskt ett bra år för verket, men på grund av det hårda arbetet och den tidiga starten på vintern så slets masugnarna hårt, den östra användes för sista gången år 1809. Detta år gav ett västentligt dåligt resultat, det var kolbrist igen, och undernäring gjorde att en stor del av de anställda blev sjuka och dog i epidemier. Föreståndare Semb uppgav att en fjärdedel av arbetarna dog år 1809, däribland en kanonborrare och den bästa kanongjutaren. En del produkter måste för en lång tid utgå ur produktionen på grund av brist på arbetare eller yrkesmän. År 1810 göts det runt 50 korta 18-pundskanoner för utrustning av några briggar; dessa var de sista kanoner av grov kaliber som gjordes på Moss Järnverk.
Trots att förhållandena var dåliga, så var det Moss Järnverk som dessa år gav överskottet till fideikommissen, mot slutet av kriget var det baserat på timret som sågarna levererade. När det gällde själva verket, så var masugnarna inte i drift från april 1812 till juli 1814, produktionen i smedjan drevs av järn från lager eller från andra norska järnverk, särskilt från Hakadals verk. Utrustningsproblemen var till stor del på grund av blockaden av den brittiska flottan (Kontinentalsystemet), den lokale redaren David Chrysties brigg ”Refsnes” togs till exempel i besittning vid ett försök att hämta en större last med korn i Ålborg.
Vid freden i Kiel, då Danmark var tvungna att ge Norge till Sverige, uppstod en ny situation och Sjökrigskommissariatet i Christiania förhörde sig om verkets kapacitet för vapen till landets försvar. Moss Järnverk var emellertid så slitet att det år 1814 bara kunde leverera en del ammunition. En del tunnringar producerades, och verket fick ett överskott på 37 000 riksdaler, en summa som emellertid inte kunde liknas med föregående år, då inflationen på grund av kriget var stor.
Efter att freden slöts år 1814 förvärrades situationen för verket igen. När Danmark-Norge upplöstes avskaffades järnmonopolet, och konkurrensen från svenska och särskilt engelska järnverk, som producerade järn på nya och billigare sätt, var svår. Det var också dåliga tider för trävirkeshandeln, och år 1817 var överskottet inte mer än 6 000 spesiedaler, det sämsta resultatet föreståndare Lars Semb hade levererat på de 33 år han skötte verket.
Den ekonomiska situationen för Bernt Ankers fideikommiss blev stadigt sämre under och efter Napoleonkriget, och den 13 december 1819 var föreståndare Lars Semb tillsammans med de andra administratörerna tvungen att skriva under en ansökan till kungen om konkurs för verksamheten. En del av verksamheten vid Moss Järnverk såldes på auktion, men Bernt Ankers bror Peder Anker, med svärsonen Herman Wedel-Jarlsberg, köpte huvuddelen för 30 330 spesiedaler.

### Peder Anker (1820–1824)
Moss Järnverk var några år till knutet till familjen Anker. Peder Anker bodde dock aldrig på verket, utan på den gedigna Bogstad gård, och företaget drevs av Lars Sembs son Andreas Semb, tillsammans med Ankers svärson greve Herman Wedel-Jarlsberg. Anker ägde redan Bærum Jernverk, och arbetet på Moss blev anpassat efter detta. År 1824 blev en ny masugn byggd, bortsett från detta så skedde inte mycket vid verket under Peder Ankers år vid verket. Vid Ankers död övertogs Moss Järnverk av dottern Karen och hennes man Herman Wedel-Jarlsberg.

## Moss Järnverk i näringslivet, kultur och politik

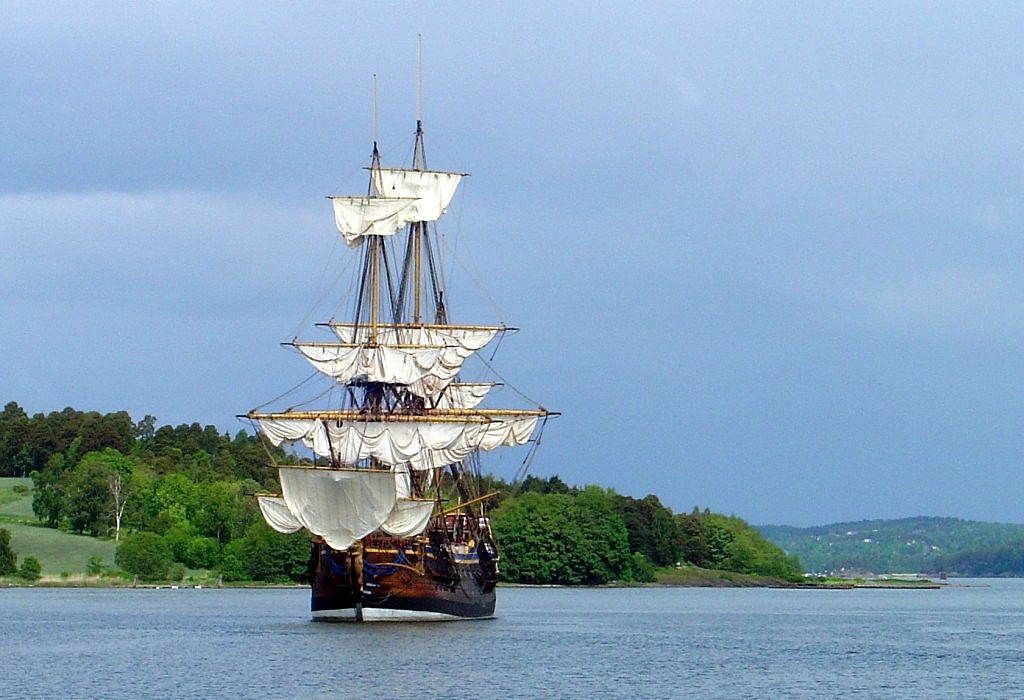
År 2005 var den svenska ostindiefararen Götheborg på besök i Moss. Det var emellertid inte första gången ett sådant fartyg avseglade därifrån; första gången var år 1791.

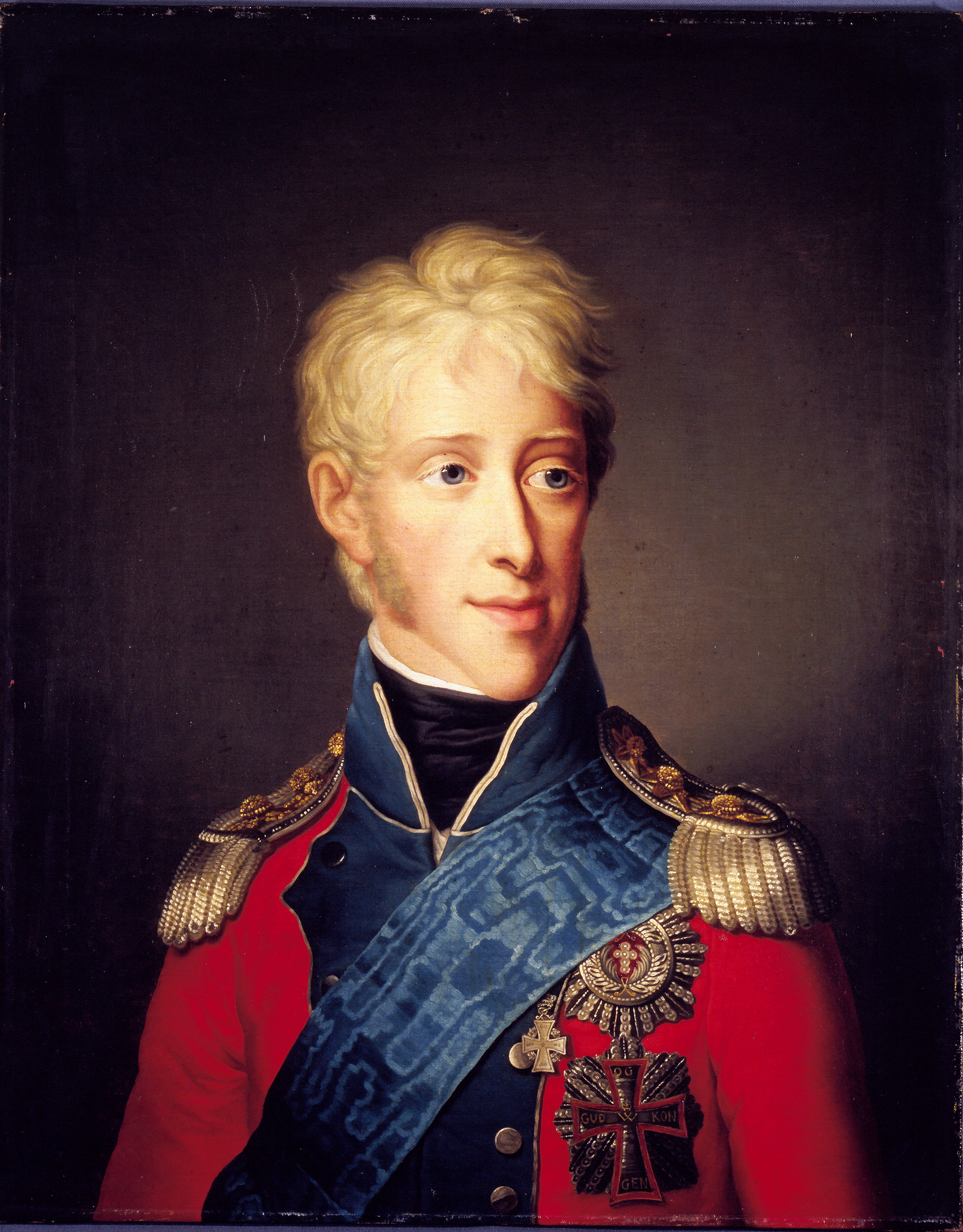
Fredrik VI av Danmark och Norge. Som kronprins besökte han Moss Järnverk. Olja på tavelduk av F.C. Grøger, 1808.

För staden Moss med omnejd var verket otvivelaktigt av stor betydelse, både för den växande industrin och för lantbruket. En rad olika redskap kunde produceras; några serieproducerades, medan andra gjordes på beställning. Verkets tekniska kompetens var troligtvis också en drivkraft i områdets näringsutveckling.
Moss Järnverk var inte bara en verksamhet som bearbetade järnmalm, det var också en mötesplats för dåtidens ledande skikt inom näringsliv, kultur och politik. Sitt första kungabesök fick verket med stor sannolikhet redan etableringsåret 1704, då den dansk-norske kungen Fredrik IV besökte Moss två gånger. Landsvägen till Christiania, Frederikshaldske Kongevei, gick dessutom tvärs genom bruket, och efter år 1760 var verket vitt omtalat i reselitteraturen.
Den nya huvudbyggnaden, Konventionsgården, stod färdigt år 1778, och var mycket representativ. Det måste också nämnas att speciellt Bernt Anker, landets rikaste man, var en mycket gästfri ägare. Bland de nöjen som Anker gav sina gäster var amatörteaterföreställningar på en teater han hade inrättat på verket. Bernt Anker spelade själv huvudrollen, var författare, regissör och skådespelare.
År 1787 var till exempel den sydamerikanske greven av Miranda gäst och besiktigade verket, forsen, parken och kanongjuteriet. År 1788 var kronprinsen (senare kung Fredrik VI av Danmark) och prins Karl II av Hessen-Kassel på besök. Detta var precis före fälttåget mot Sverige, som senare blev känt som Teaterkriget, och de kungliga fick både se kanongjutning, borrning och ett kanonprov där Bernt Anker själv avfyrade kanonen.
Moss Järnverk centrala position på denna tid bevisades med att Anker involverade det i nya och djärva framstötar, hösten 1791 låg till exempel den första norska ostindiefararen, ”Carl, Prince af Hessen”, vid verket för att utrustas. Företaget omfattades av ett enormt intresse, och tidningen Norske Intelligenssedler skrev med jämna mellanrum hyllningsdikter och nyheter om färden. Fartyget återvände med en stor last peppar, kaffe, socker, arrak och annat den 30 april 1793.
Gästfriheten vid verket fortsatte efter Ankers död, och vid Karl Augusts genomresa till Sverige år 1810, där han blev vald till tronföljare, ansträngde man sig mycket för att ge honom ett värdigt boende. Huvudbyggnaden fungerade eftersom som kungabostad, år 1816 bodde till exempel kronprinsen (senare kung Karl XIV Johan) på verket under ett besök i Moss.

## Moss Järnverk år 1814

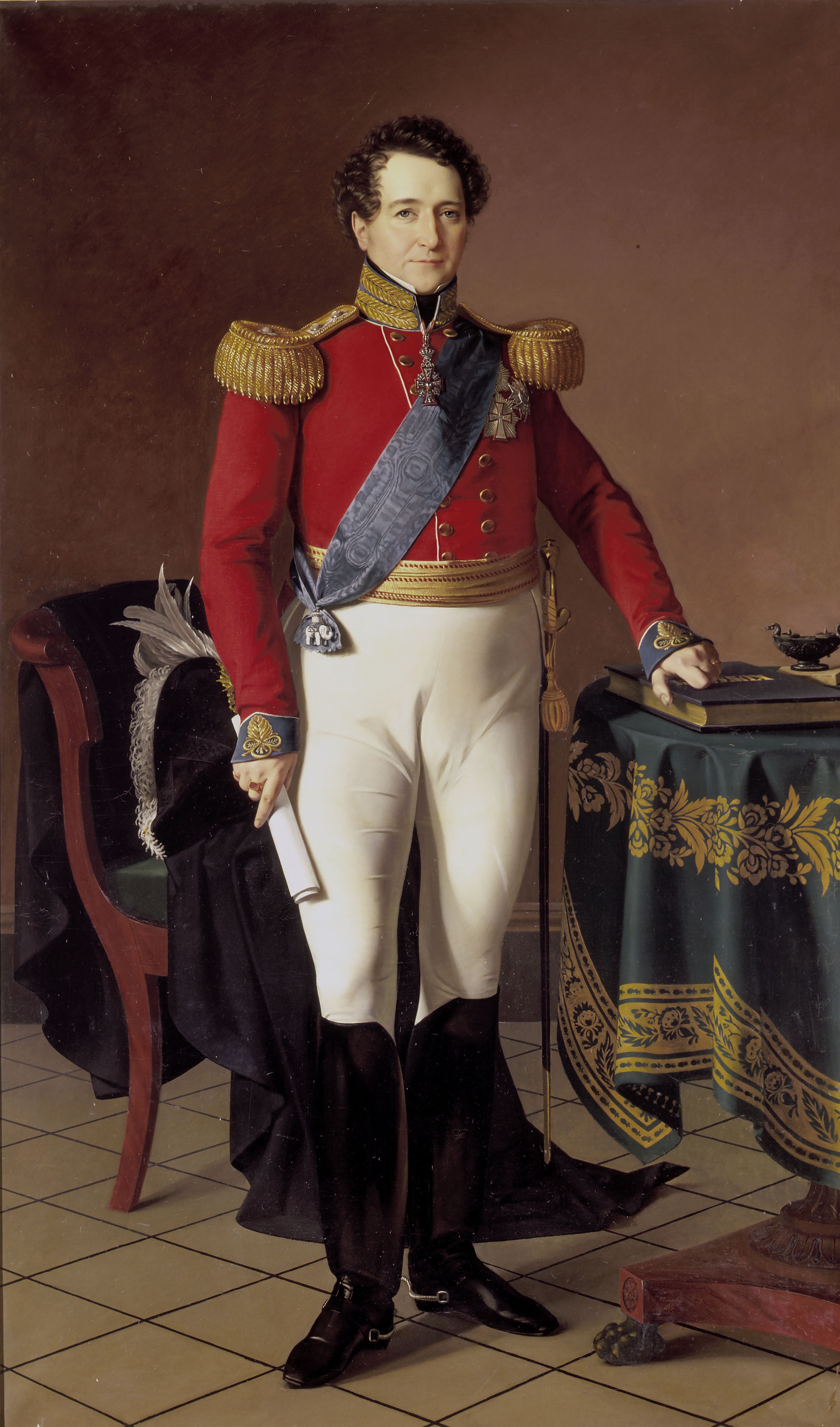
Kristian Frederik målad år 1831, han kom aldrig tillbaka till Norge efter 1814, olja på tavelduk av Louis Aumont.

Moss Järnverk gjorde en viktig insats för landet under krigen 1807-1814. Sommaren 1814 stod emellertid verket och huvudbyggnaden (Konventionsgården) mitt i händelserna centrum. Danmark hade avstått Norge till Sverige, ett norskt grundlagsmöte hölls, och den danska ståthållaren Kristian Frederik blev utnämn till kung.
Den 21 juli etablerade den nyvalde kungen sitt huvudkvarter på verket i väntan på en invasion från Sverige, och förhandlingar pågick, med hjälp av utsända från dåtidens stormakter, för att försöka att få till en fredlig lösning. De utsända kom till Moss med ett sista kompromissförslag den 27 juli, det blev förkastat av den norska sidan dagen efter, och Fälttåget mot Norge hade börjat. De överlägsna svenska styrkorna ryckte snabbt fram, omringade Fredrikshald och var klara att avancera vidare in i Smålenene (Østfold). Då statsråd blev hindrade vid huvudkvarteret i Moss den 3 augusti, var den norska ställningen kritisk.
Den 10 augusti började vapenförhandlingarna, och de svenska generalerna Magnus Björnstjerna och Anders Fredrik Skjöldebrand anlände till kungen och regeringens huvudkvarter på Moss Järnverk. De möttes av den norske förhandlaren Jonas Collett, och så småningom också Nils Aall. Efter förhandlingarna med de svenska utsända lades resultaten fram till regeringen vid statsrådet på Moss Järnverk den 13 augusti. Dagen efter, den 14 augusti, kom de till ett avgörande och avslutade förhandlingarna, där Norge accepterade att ingå i en union med Sverige, den norska grundlagen blev accepterad, och i en hemlig paragraf lovade Christian Frederik att överlåta Norge. Det hela blev senare känt som konventionen i Moss.
Christian Frederik uppehöll sig endast några dagar till på verket och skickade den 16 augusti ut en kungörelse till det norska folket, en kort men gripande tillkännagivande, som förklarade de sista månadernas händelser, vapenstilleståndet och konventionen. Dagen efter, den 17 augusti, seglade Christian Frederik från Moss till Bygdøy. Det norska huvudkvarteret fortsatte i några dagar att hålla till på verket, först den 31 augusti beslutade statsrådet, efter råd från generallöjtnant Arenfeldt, att flytta huvudkvarteret till Christiania.
I många år såg norrmännen det kortvariga kriget, nederlaget och de påföljande förhandlingarna i Moss som ett nederlag, och valde att hellre fokusera på Eidsvollsförhandlingarna. Gradvis ändrades synen på utkomsten, och historiken Yngvar Nielsen karakteriserade år 1887 händelserna i Moss som ”tyngdpunkten” av händelserna på den norska sidan år 1814.
| ”                           | På Eidsvold Järnverk fick norrmännen sin personliga frihet. På Moss Järnverk fick Norge sin frihet och självständighet som stat. | „ |
| – Från boken Moss Järnverk. | |   |

## Wedel-Jarlsberg (1824–1875)

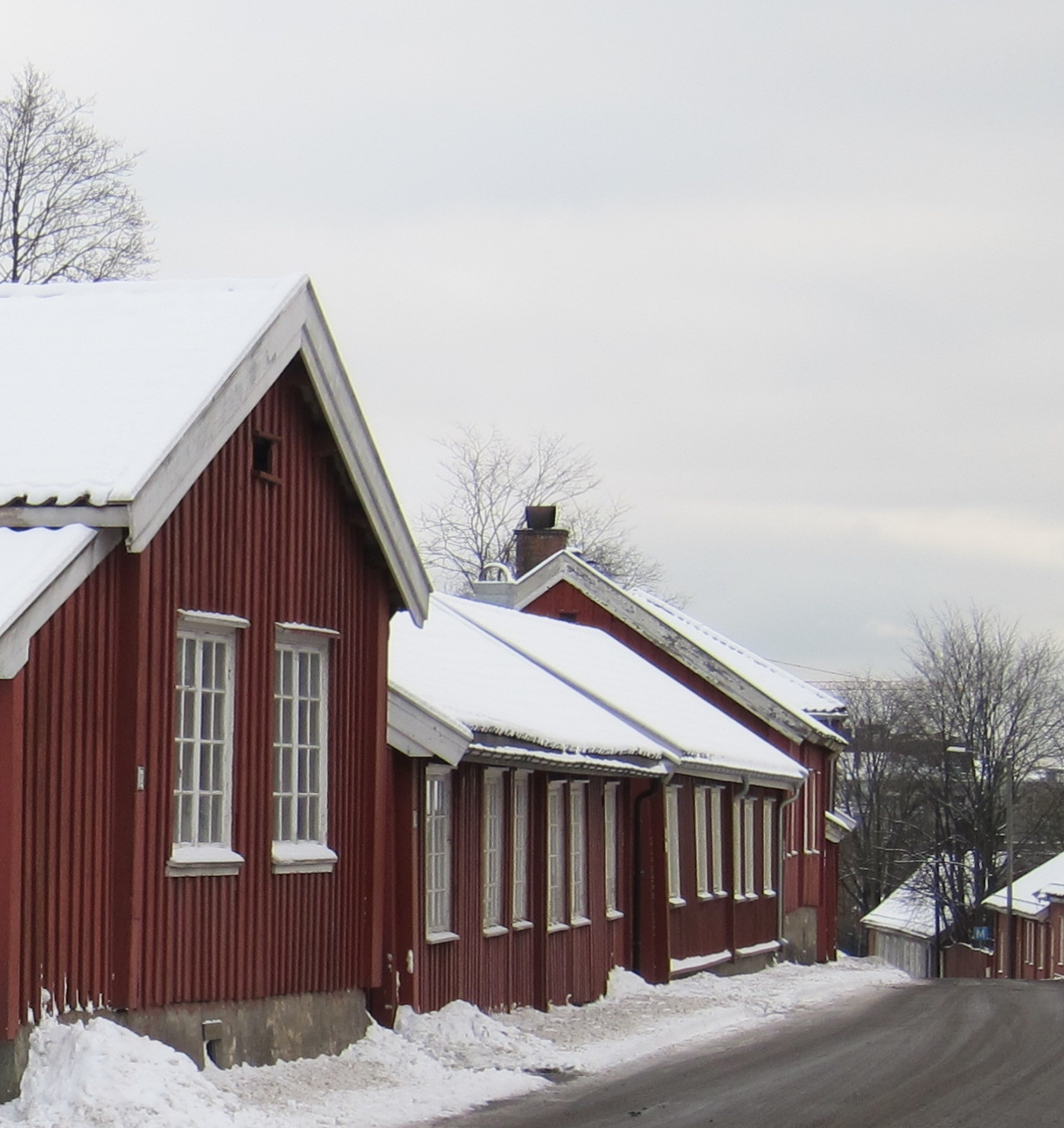
De gamla arbetarbostäderna på östsidan av det som en gång var huvudvägen mellan Christiania Christiania och Göteborg är bland de få byggnader som är kvar efter Moss Järnverk.

Moss Järnverk blev i realiteten övertaget av greve Herman Wedel-Jarlsberg år 1824, men rent juridiskt ägde han det formellt först åren 1826-1829. Situationen för näringslivet var väldigt förändrat, och på 1820-talet förlorade de norska järnverken också det sista av tullskyddet mot svenskt järn. Av princip stämde greve Wedel för upphävelsen, som ägare av järnverk själv förlorade han stort personligen på utvidgandet av frihandeln. Efter övertagandet fick Wedel reda på att verket fortfarande var skyldig staten 50 000 riksdaler, det var fasta lånet från år 1755 som inte var återbetalat. Efter år av handläggning och rättegång dömde den norska högsta domstolen att skuldebrevet var giltigt, och oåterkalleligt så länge kanongjuteriet var igång.
Åren 1830-1831 byggdes det ett nytt stort vals- och skärverk, och 1834 byggdes det i masugnshyttan en kupolugn (en liten masugn) som efterhand bistod eller till viss del ersatte masugnen. I kupolugnen kunde det smältas avfallsjärn och metall. 1830-talet var en svår tid för järnverken i Norge, Moss Järnverk var inget undantag, och under femårsperioden 1836-1840 var masugnen ur drift i 3 år.
År 1840 dog greve Wedel och hans son Harald Wedel-Jarlsberg tog över hans fars företag, däribland Moss Järnverk. Verket drevs nu av föreståndaren, från år 1836 tysken Ignatius Wankel. De glada dagarna var förbi, och kungligheterna blev inte längre inlogerade i huvudbyggnaden när de reste genom Moss. Moss Järnverk blev allteftersom ett underbruk till Bærums Järnverk, särskilt efter år 1840. Marknadsförhållanden blev bättre på 1840-talet, norskt järn fick bland annat tillträde till Nordamerika, och förbättringar gjordes efter modeller av utländska verk.
Andra halvan av 1840-talet var marknadsmässigt bra för verket, och produktionen ökade kraftigt: malmutbytet och fördelningen mellan specialiteter mellan verken i Bærum och Moss fortsatte. Spikproduktionen upphörde till exempel i Moss på 1830-talet, medan valsverket var det klart största i Norge. I slutet av 1850-talet revs det gamla valsverket, och ett nytt och mycket större byggdes, bara för maskineriet betalades det år 1858 nästan 10 000 spesiedaler. Nu var dock den sista goda tiden för de norska järnverken över. Vid slutet av Krimkriget blev marknadsförhållanden väldigt dåliga, och de norska verken konkurrerade igen med de svenska och engelska.
Frampå 1860-talet lades de norska järnverken gradvis ner, pressade av billigt stål från den väldigt effektiva Bessemermetoden. Moss Järnverk höll ut i några år, troligtvis för att det nya valsverket var konkurrensdugligt, och mot slutet av 1860-talet kom det stora mängder järn från Bærum för valsning. Ett par år efter Fransk-tyska kriget (1870–1871) uppstod en ny kris med den långa depressionen; detta blev verkets nådastöt. Driften försvårades också av att järnbanan (Smaalensbanen), som blev godtagen år 1873, planerades att gå tvärs över verkets tomt. Det sista året järn bearbetades var 1873. Åren 1874 och 1875 var endast sågbruk, gårdsbruk och kvarn i bruk. Moss Järnverk såldes för 115 000 spesiedaler (460 000 norska kronor) år 1875 till den lokala firman M. Peterson & Søn. Området verket låg på togs över och används idag av emballagefabriken Peterson.

## Perspektiv och eftertid
I över 150 år, från mitten av 1600-talet till runt år 1814, spelade de norska järnverken en mycket viktig roll i landets näringsliv, åren före och runt 1814 också i politik och andeliv. Tillsammans med trävirke, fisk och skeppning, var koppar och järn det Norge exporterade på den tiden. Järnverkens nationella betydelse kulminerade under Napoleonkriget, och medan åren före 1807 var förträffliga rent ekonomiskt, så var åren efter motsvarande dåliga. Tiden efter unionsupplösningen år 1814 var svår för järnverken något som en dramatisk nedgång i produktionsvolym också visade.
Samtidigt som verken efter norska mått mätt var stora verksamheter, var de små internationellt. Vid slutet av 1700-talet utgjorde världens samlade årliga förbrukning av järn ungefär 2/3 miljoner ton, varav de norska järnverken producerade runt 9 000 ton. Den svenska produktionen av järn var till exempel ungefär åtta gånger så stor som den norska.
Av de runt sexton järnverk i den sydostliga delen av Norge var Moss Järnverk ett av de mellanstora om man ser till själva järnproduktionen. Åren 1780-1800 var den årliga förbrukningen av träkol vid norska järnverk runt 140 000 läster (ungefär 270 000 m³), och av detta förbrukade Moss Järnverk under 10 000 läster.
Både under och efter tiden med järnverk drivna av träkol hävdades det att träkolsproduktionen bidrog till att utarma skogen, men enligt Vogts skildring i "De gamle norske jernverk" så verkar inte detta stämma, trävirkesexporten under samma tidsperiod var till exempel över sju gånger så stor. Samtidig var träkol den viktigaste faktorn, och det var de ökande träkolspriserna som till slut tvingade järnverken att slå igen.
Den dansk-norska staten såg järnverken som strategiskt viktiga och subventionerade dem på flera olika sätt, dels genom att verken fick ett område där bönderna som bodde innanför, var förpliktade att leverera träkol, dels genom en stor beskyddstull och dels genom statliga beställningar, som kanoner och ammunition till armén och flottan. Järnverken var tvungna att betala skatt, så kallat tionde: i praktiken var den ungefär 1,5 % av produktionsvärdet. Bortsett från relativt korta perioder under 1600-talet, då Bærums Jernverk och Eidsvolls Jernverk ägdes av respektive en nederländare och en furste från Kurland, var verken i dansk-norska händer.
I samtiden var Moss Järnverk särskilt känt för kanongjuteriet, vid etablering det första i landet. Bland dåtidens experter blev verket erkänt, fransmannen Gabriel Jars nämner till exempel år 1767 Moss Järnverk tillsammans med Fritzøe Jernverk och Kongsberg Jernverk som de främsta i Norge. Man har i efterhand erkänt järnverkets viktiga bidrag till införseln av teknologi och industrialiseringen av Norge; den kände juristen och socialekonomen Anton Martin Schweigaard skrev bland annat år 1840 att: ”Bergverksdriften har blivit en skola för mekaniska och tekniska färdigheter och kunskaper".
Det är inte mycket som står kvar efter Moss Järnverk, det mesta av byggnaderna från verket är rivna. Bland det som står kvar är administrationsbyggnaden (Konventionsgården) och arbetarbostäderna längs gatan norr om den. Kvarnen vid forsen har också blivit bevarad.

## Fotnoter
1. ↑  I efterhand blev det i själva verket träkolstillgången – skogen – som avgjorde järnverksutvecklingen. Tidigt pågick en decentralisering vid många verk med sikte på att utnyttja skogens bäst och billigast möjligt. Från Fra jernverkenes historie i Norge, sida 57
2. ↑  Mästare och hantverkare som måste förvärvas från utlandet till verkets uppbyggnad och drift, ska utan hinder få komma in i landet med sitt folk och sina ägodelar, oavsett vilken nationalitet de har. Lika fritt ska de få resa igen efter giltigt avsked. Från Moss Jernverk, sida 31
3. ↑  Bergverken med sina gruvor, masugnar, hyttor, hammar- och smedjeverk, och med sin cirkumferens, låg som halvt självständiga regioner i bondelandet Norge, där de fria bönderna förvandlades till tvångspliktiga leverantörer till verket. Knut Mykland, Norges historie, sida 277, band 7, Cappelens förlag, Oslo 1977
4. ↑  Den viktigaste anledningen till att driften kom igång så sent var kolbristen, som skulle komma att vila tungt över järnverken i framtiden. Det var tvunget att spara kol i 2-3 år för att hålla masugnarna i drift i 9-10 månader, bevittnade oberbergamtet år 1714. Från Moss Jernverk, sida 36
5. ↑  Både under de stora nordiska krigen och 1760-talet var åtgärderna hänvisade till extraskatter. Åtgärder som påverkade andra offentliga pålägg, som produktion och leverering av träkol, och körning av olika produkter till bergverkene, var besläktade med skatteåtgärder. Allmänheten reagerade på alla tillfällen av ökade pålägg eller sämre priser. Från Opprør eller legitim politisk praksis?
6. ↑  Det fanns en helt pålitlig utgåva som visar att verkets masugn inte var i drift sammanlagt mer än 5 ½ år på de femton åren från 1709 till 1723, så svårigheterna var många. Från Moss Jernverk, sida 39
7. ↑  Gruvorna i Arendalsfältet spelade utan tvivel den viktigaste rollen, eftersom dessa gruvor, som vi härefter ska berätta om, levererade i runda summor en tredjedel av all malm som förbrukades. J.H.L. Vogt, De gamle norske jernverk, sida 28
8. ↑  Järnverken anlades vid vattenfall i skog- eller träkolsområde, och för en väsentlig del på ett ganska stort avstånd från gruvorna; malmtransporten var dock för de flesta verken välkomnande någorlunda billig, eftersom den huvudsakligen skedde på jægter eller slup. Från De gamle norske jernverk, sida 28
9. ↑  Bönderna använde olovliga medel för att vinna kampen om att få reducerad börda som pliktleveranser av kol innebar, men myndigheterna accepterade inte medel som olovliga allmogesamlingar, användning av budkavel och leveransvägran. Detta gav ingen sympati, men resignation och maktlöshet överfor bönderna, som hade mäktiga allierade i godsägare och trävirkeshandlare. Förakten till bönderna är lätt att se hos ämbetsmännen. Samtidigt ser vi att Moss Järnverk reagerade starkt på myndigheternas undfallenhet. Med andra ord var böndernas medel omstridda. Från Opprør eller legitim politisk praksis?
10. ↑  Detta kunde inte på långa vägar täcka behovet, som anslogs till 16 377 läster vid full drift, fördelat således: Till var masugn 4 320 läster plus 10 % svinn eller underhåll, till var av de två stångjärnshammarna 2 916 läster och till rostning etc. 1 000 läster. Från Moss Jernverk, sida 164
11. ↑  Centraladministrationen för den militära landsstyrkans myndighet blev med ett samlingsnamn kallat Landetaten (till skillnad från Sjøetaten). Under denna myndighet hörde arméavdelningar, garnisoner och fästningar i Danmark-Norge. Från arkivportalen.no
12. ↑  Lars Semb påstår 1797 att de fina bandjärn från Moss var mer populära i Frankrike, Madeira och Västindien än de svenska. Från Moss Jernverk, sida 185
13. ↑  18 riksdaler och 60 skilling kostade det alltså vid tillfället norsk konsthistoria att få ett av dess främsta namn på 1800-talet, Henrich Beck. Ancher & Wærn tog dit honom, och Moss Järnverk skulle bli hans första arbetsplats. Från Moss Jernverk, sida 177
14. ↑  När verket undlät att sända sina förbrytare till Kongsberg, berodde det mycket på att verket var tvungen att betala den dyra transporten, och fast det tilldömdes ansenliga böter, var det till liten nytta, för de dömda hade som regel inget att betala med. Från Moss Jernverk, sida 189–190
15. ↑  Det berättades att år 1790 skickades en kvinna till Köpenhamn för att lära sig barnmorskeyrket. Hon blev senare berömd och verkade och runt om i Mossdistriktet. År 1816 fick hon lov att flytta från verket då detta inte kunde ge henne den lön hon förtjänade. Från «Gamla arbetarbostäder i Østfold» Arkiverad 23 februari 2007 hämtat från the Wayback Machine.
16. ↑  Köpehandlingarna är daterade 26 april 1749. Från Moss Jernverk, sida 78
17. ↑  Den direkta köpesuman var 16 000 riksdaler, men i och med att behållningen av malm, kol och järn hölls utanför blev den totala summan större, minst 24 000 riksdaler och möjligen så mycket som 50 000 riksdaler. Från Moss Jernverk, sida 78
18. ↑  Wærn bad om att utökningen skulle omfatta Ås moderförsamling med Kroer, Nordby och Frogn dotterförsamlingar, Kråkstad moderförsamling med Ski dotterförsamling, Skiptvet, Spydeberg, Enebakk Socken. Från Moss Jernverk, sida 9
19. ↑  ”I shall always be happy to hear of the welfare & prosperity of three Gentlemen in whose conversation I have had so much pleasure, as in that of the two Messrs. Anchor & of their worthy Tutor Mr. Holt. 28th of May 1762 Adam Smith Prof. of Moral Philosophy in the University of Glasgow”, från Adam Smiths norske ankerfeste Arkiverad 2 februari 2017 hämtat från the Wayback Machine., artikel av Preben Munthe i serien Tilbakeblikk på norsk pengehistorie från Norges Bank, 2005
20. ↑  ”... verket skulle styras av Ancher i 5 år mot att han betalde Wærn 1750 riksdaler om året. När denna tid hade gått, skulle den ena lösa ut den andra för 25 000 riksdaler”. Från Moss Jernverk, sida 108
21. ↑  Å Mathias vägnar skrev han kontrakt med Erich Ancher om att denne skulle överta Moss Järnverk för 14 000 riksdaler. Mathias Wærn frånskrev sig rätten till efterskott, tillgodohavanden etc. som fanns 15 juni 1761. Från Moss Jernverk, sida 115
22. ↑  Carsten Anker deltog i verkets ledning åren 1765-1771. Den kände franske bergverkskunnige Gabriel Jars uppfattar år 1767 förhållandet sådant att Moss Järnverk ägs av far och son ihop. Med samma anledning uttalar han sig mycket berömmande om det tillstånd de hade verket i, inte bara gällande utvidgning, utan också själva arbetssättet. Från Moss Jernverk, sida 120
23. ↑  Den 2 april 1766 utställer han en pantobligation till Christine Wærns arvingar (dvs. Mathias, Morten och deras systrar) på 17 131 riksdaler, som skulle avbetalas med 2 000 riksdaler om året samt ge 5 % ränta, om inte hela kapitalet var slut. Från Moss Jernverk, sida 120
24. ↑  ”... tillgångarna sträckte sig till 250 927 riksdaler, medan de 18 borgenärerna tillsammans hade 73 238 riksdaler till godo. Bortsett från den kungliga kassans 50 000 riksdaler var det förhållandevis små summor. Verkets redovisningsmässiga nettovärde var alltså 177 689 riksdaler.” Från Moss Jernverk, sida 132
25. ↑  Vi har exempel på att bönderna på 1700-talet kämpade till sig ett större politiskt handlingsrum, och dessutom pressade de myndigheter och eliten till betydliga medgivnaden, så som kolbönderna vid Oslofjorden ordnade med verksägare Bernt Anker på Moss Järnverk på 1780- och 1790-talet. Från Opprør eller legitim politisk praksis?
26. ↑  Järnverkets protokoll ger många drastiska vittnesbördar om den otroliga inflationen som kulminerade år 1814 med priser både på kol och rundjärn som var upp till 30 gånger så höga som för 25 år sedan. Från Moss Jernverk, sida 150
27. 1 2  För ingen av landets näringsvägar medförde Norges nya politiska ställning så stor förändring som för järnproduktionen. Från Penge og kapital, næringsveie, sida 220
28. ↑  Samma dag framställdes för tredje gången Moss Järnverk med byggnader, lager, etc. samt gårdarna Nøkkeland och Trolldalen förutom Påske-, Kokke- och Berg-såg. Från Moss Jernverk, sida 154
29. ↑  Huvudbyggnaden var mer än ett administrationscenter för Moss Järnverk. Den kom att spela en roll på många sätt – inte minst som ett kulturcentrum i området några år under Bernt Anker och en längre tid som representationsbostad för ägaren. Från Moss Jernverk, sida 201
30. ↑  Moss Järnverk besöktes av alla utlänningar som gästade landet. Det skyltades med att verket var ägd av landets rikaste man, Bernt Anker, som höll hov på Moss varje höst. Från Moss bys historie, 1700-1880, sida 132
31. ↑  Att traditionerna från Bernt Ankers tid ännu levde år 1810 vittnar Karl Augusts uppehåll om. Den populära augustenborgaren var på väg till Sverige, där han valdes till tronföljare. Tillsammans med nästan allt som Østlandet hade att erbjuda av societet kom han den 4 januari 1810 från Christiania till Moss. Från Moss Jernverk, sida 203–204
32. ↑  I början av 1840-talet arbetade de norska järnverken underligt nog upp en marknad i USA, där ”Norway Iron” länge stod högt i kurs. Från De gamle norske jernverk, sida 60–61
33. ↑  Enligt femårsrapporten 1841-1845 bestod de av att bringa varm luft in i masugnen, samt användning av Lancashireprocessen. Den förstnämnda förbättringen hade Moss Järnverk för övrigt infört redan föregående decennium. Från Moss Jernverk, sida 251
34. ↑  Produktionsökningen fördelade sig på de olika göromålen: rujern 190 %, gjutegods 320 %, rundjärn 350 % och plåt 500 %. Från Moss Jernverk, sida 252
35. ↑  ”Det var, som vi förstår, en rad faktorer som spelade in vid nedläggningen av de norska järnverken. Men det avgörande var att man i England omkring år 1860 kom på en revolutionerande metod för järnets omvandling till stål.” och ”Avvecklingen gick osedvanligt snabbt; för innan Bessemermetoden definitivt slog igenom – både på 1840- och 1850-talet – hade det varit mycket bra tider för våra järnverk.” Från boken Från jernverkenes historie i Norge, sida 81-82
36. ↑  1874 är det helt dött. Den enda drift som redovisningarna berättar om, är vid gårdsbruk, kvarn och sågbruk. Från Moss Jernverk, sida 254
37. ↑  Ungefärliga uppskattningar över värden av norsk export år 1805 visar att trävirke var störst med 4,5 miljoner riksdaler, därefter kom fisk med 2,7 miljoner, skeppning med 2,0 miljoner och järn- och kopparexport med 0,8 miljoner riksdaler. Från Norsk økonomi i det 19. århundre, sida 25-26
38. ↑  Järnverken blev dessa år rena guldgruvor för ägarna. Produktionskonstnaderna höll sig låga, det enda järnverken måste konkurrera om skogen med var trävirkeshandlarna. Från Sverre Steen, Det norske folks liv og historie gjennom tidene, 1770-1814, Oslo, 1933, sida 240
39. ↑  ”The traditional iron export also had hard times after 1815. Norway broke away from Denmark in 1814, at the same time leaving a cozy duty-free area for its iron and glass. Denmark, in turn, imposed heavy import duties on Norwegian iron, at the same time as prices took a downward turn. This was the beginning of the end. As the English coke iron began to compete, the Norwegian iron-foundries, based on charcoal, at the time the most capital-intensive ventures in the country, were forced out, one by one...” Från An Economic History of Norway 1815-1970, sida 23
40. ↑  Också de övriga järnverken, på denna tid tolv till antalet, måste den första tiden efter år 1814 begränsa sin drift i hög grad, jämfört med förhållanden innan kriget, som i produktion, tiden 1791-1807 utgjorde 9 000 ton råjärn i genomsnitt årligen, åren 1813-1817 utgjorde inte mer än omkring 3 500 ton årligen.”, från Penge og kapital, næringsveie, sida 228
41. ↑  Verken, som hade rötter tillbaka till 1640-talet, var kapitalkrävande, exportorienterade och efter norska mått mätt stora företag. Från Norsk økonomi i det 19. århundre, sida 78
42. ↑  Grundat på de ovan sammanställda uppgifter över storleken på produktionen i slutet av 1800-talen vid de fyra verken Fritzøe, Næs, Eidsfos och Hassel — som sammanlagt levererade upp mot halva landets järnproduktion, kan det samlade årliga förbruket av träkol vid landets järnverk för denna tid (1780-1800) beräknas till omkring 140 000 läster. Från De gamle norske jernverk, sida 41
43. ↑  Träkolslagret spelade således för de gamla järnverken oftast mer än dubbelt så stor roll, regelbundet till och med så stor roll som malmlagret. Och det var, som vi senare ska berätta, träkolets ständigt stigande pris, som vid tiden 1860-1865 medförde järnverkens nedläggning. Från De gamle norske jernverk, sida 48, se också sida 62–63
44. ↑  Statligt deltagande i utvidgningen av näringslivet var vanligt fram till år 1814, och stöden omfattade bland annat pengar, ensamrätter, importförbud, skattefrihet och rätt till bränsle inom cirkumferensen. Från Norsk økonomi i det 19. århundre, sida 79
45. ↑  I ett utvecklingsperspektiv litade man på att bergverken utbildade yrkesmän, att det var en skola för teknisk och administrativ kompetens, och att de stimulerade till ökad köpkraft och utbredning av penningekonomin. Från Norsk økonomi i det 19. århundre, sida 79